# Liste der Kulturdenkmale in der Innenstadt (Bautzen), L–Z

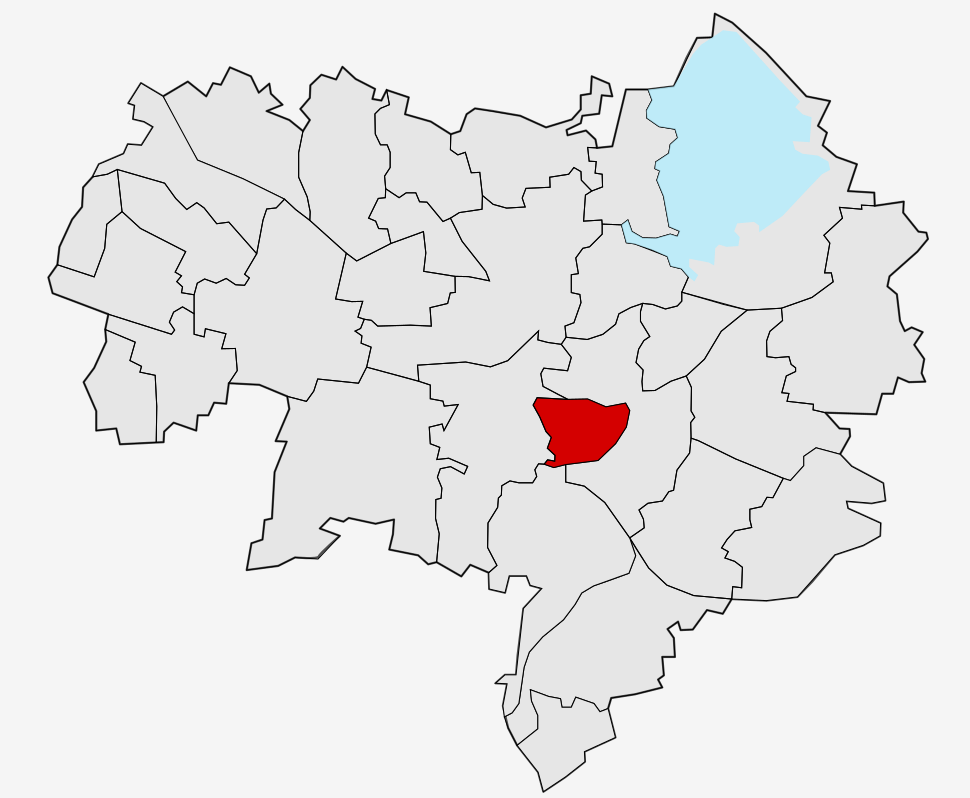
Lage der Innenstadt von Bautzen

In der Liste der Kulturdenkmale in der Innenstadt, L–Z sind die Kulturdenkmale der Bautzener Innenstadt verzeichnet, die bis September 2024 vom Landesamt für Denkmalpflege Sachsen erfasst wurden (ohne archäologische Kulturdenkmale) und deren Straßenname mit den entsprechenden Anfangsbuchstaben beginnt. Die Anmerkungen sind zu beachten.

## Liste der Kulturdenkmale in der Innenstadt, L–Z
| Bild                                    | Bezeichnung | Lage                                                    | Datierung | Beschreibung | ID       |
| --------------------------------------- | --- | ------------------------------------------------------- | --- | --- | -------- |
|                                         | Wohnhaus mit Ladeneinbauten in Ecklage und geschlossener Bebauung | Lauengraben 18 (Karte)                                  | 1830 | Baugeschichtlich und straßenbildprägend von Bedeutung, klassizistisches Bürgerhaus, Betonung durch Mittelrisalit und Balkon, Putzquaderung im Erdgeschoss, zweifacher Sims über Erdgeschoss, zwischen erstem und zweitem Obergeschoss Pilaster, im ersten Obergeschoss triumphbogenartige Fenster, im zweiten Obergeschoss rundbogige Fenster, Zinnenfries mit dazwischenliegenden Reliefblumen unter dem Dachsims | 09250935 |
|                                         | Wohnhaus mit Laden in Ecklage und in geschlossener Bebauung | Lotzestraße 2 (Karte)                                   | Um 1895 | Baugeschichtlich und städtebaulich von Bedeutung, Ecke mit Balkons, darüber Türmchen, Seitenbetonung durch Zwillingsfenster | 09250726 |
|                                         | Wohnhaus in geschlossener Bebauung | Lotzestraße 4 (Karte)                                   | Um 1895 | Baugeschichtlich und städtebaulich von Bedeutung, Seitenbetonung durch erkerartigen Vorbau, Putzgestaltung der Fenster im ersten Obergeschoss links | 09250725 |
|                                         | Wohnhaus in geschlossener Bebauung | Lotzestraße 6 (Karte)                                   | Um 1895 | Baugeschichtlich und städtebaulich von Bedeutung, Seitenbetonung durch erkerartigen Vorbau und Putzgestaltung der Fenster im ersten Obergeschoss rechts | 09250724 |
|                                         | Wohnhaus in geschlossener Bebauung | Lotzestraße 7 (Karte)                                   | Um 1905/1910 | Baugeschichtlich und städtebaulich von Bedeutung, Mittelbetonung durch erkerartigen Vorbau, darüber Balkon, Dachausbau, originale Tür und Fenster | 09250720 |
|                                         | Wohnhaus in geschlossener Bebauung | Lotzestraße 8 (Karte)                                   | Um 1895 | Baugeschichtlich und städtebaulich von Bedeutung, originale Tür, darüber Putzrelief (Drachen) | 09250723 |
|                                         | Mietshaus mit Laden in Ecklage und in geschlossener Bebauung | Lotzestraße 9 (Karte)                                   | Um 1905/1910 | Baugeschichtlich und straßenbildprägend von Bedeutung, mit Eckerker, geschweifter Giebel an beiden Ecken, Mittelbetonung durch reiche Fensterbekrönung, originale Tür, ovales Oberlicht, teilweise Fensterverkleidung | 09250719 |
|                                         | Wohnhaus in geschlossener Bebauung | Lotzestraße 10 (Karte)                                  | Bezeichnet mit 1903 | Baugeschichtlich und städtebaulich von Bedeutung, gelber Klinkerbau, Seitenbetonung durch hohen, geschweiften Giebel | 09250722 |
|                                         | Wohnhaus in Ecklage und in geschlossener Bebauung | Lotzestraße 12 (Karte)                                  | Um 1895 | Baugeschichtlich und städtebaulich von Bedeutung, gelber Klinkerbau, Eckerker, Fensterbekrönung, originale Tür | 09250710 |
| Direkt Bild zu diesem Denkmal hochladen | Elektrizitätswerk, heute ESAG-Kundenberatung, bestehend aus ehemaligem Schalthaus und Verwaltungsgebäude und Einfriedungsmauer | Lotzestraße 15 (Rosenstraße 30) (Karte)                 | Um 1900 | Ortsgeschichtlich und technikgeschichtlich von Bedeutung. Bautzen, Lotzestraße 15 (Verwaltungsgebäude) und Rosenstraße 30 (ehemaliges Schalthaus), ehemaliges Umspannwerk mit Werkstatt- und Wohngebäude, Technisches Denkmal. Eingang des Verwaltungsgebäudes mit angesetzter Überdachung, Mansardgeschoss, Betonung des Mittelteils, drei Garagentore. | 09250717 |
|                                         | Wohnhaus in geschlossener Bebauung | Lotzestraße 18 (Karte)                                  | Um 1930 | Baugeschichtlich von Bedeutung, mit Mittelbetonung durch erkerartigen Vorbau, Zwillingsfenster und waagerechte Putzornamentik, Dachaufbau (Holz) | 09250727 |
|                                         | Wohnhaus in geschlossener Bebauung | Lotzestraße 20 (Karte)                                  | Um 1930 | Baugeschichtlich von Bedeutung, mit Seitenbetonung durch Erker im ersten Obergeschoss, Tafel: 1945 vernichtet, 1953–1954 wiedererrichtet | 09250728 |
|                                         | Wohnhaus (zum Teil Fachwerk) innerhalb des ehemaligen Klosterkomplexes und Reste der ehemaligen Klostermauer | Mönchskirche 8 (Karte)                                  | Anfang 18. Jahrhundert (Wohnhaus); 15. Jahrhundert (Klostermauer)                                                                                                | Geschichtlich und baugeschichtlich von Bedeutung, an den Außenmauern Vorhangbogenfenster des Klostergebäudes integriert, Biberschwanzdeckung, ca. 12 m aufragende Mauer der ehemaligen Klosteranlage um die Mönchskirche (Klostermauer war ursprünglich mit falscher Flurstücksnummer einzeln unter „Heringstraße 29 gegenüber“ erfasst) | 09250188 |
|                                         | Wohnhaus in halboffener Bebauung | Mönchskirche 18 (An der Klosterruine) (Karte)           | Anfang 18. Jahrhundert | Mit Fachwerkobergeschoss und Laube innerhalb des ehemaligen Klosterkomplexes, baugeschichtlich von Bedeutung, Biberschwanzdeckung | 09250525 |
| Weitere Bilder                          | Zweiflügeliges Gebäude mit schlichter Fassade, kleines Ladenlokal, Innenhofbegrenzung durch alte Stadtmauer (Einzeldenkmal zu ID-Nr. 09301008) | Mühltorgasse 1 (Karte)                                  | 13./14./15. Jahrhundert (Stadtmauer); um 1850 (Wohnhaus) | Einzeldenkmal der Sachgesamtheit Stadtbefestigung; ortsgeschichtlich und baugeschichtlich von Bedeutung, zweigeschossig, mit turmartigem Eckbau, Satteldach mit Fledermausgaupe, größtenteils originale Fenster | 09250411 |
| Weitere Bilder                          | Turm der Röhrscheidtbastei aus Naturstein mit Helmdach und Wetterfahne (Einzeldenkmal zu ID-Nr. 09301008) | Mühltorgasse 3 (Karte)                                  | Um 1480 | Einzeldenkmal der Sachgesamtheit Stadtbefestigung; ortsgeschichtlich und baugeschichtlich von Bedeutung | 09251490 |
| Weitere Bilder                          | Teile der äußeren Stadtmauer und ehemalige Wehrgänge (Einzeldenkmal zu ID-Nr. 09301008) | Muskauer Straße (Karte)                                 | 13./14./15. Jahrhundert | Einzeldenkmal der Sachgesamtheit Stadtbefestigung; Zeugnis der Fortifikation und deren teilweiser Umgestaltung zu öffentlichen Promenadenanlagen, geschichtlich und städtebaulich von Bedeutung. Mauer in Teilen, wenigstens aber in der Linienführung erhalten, ab Mitte 19. Jahrhundert Bereich von Wall und Graben zu öffentlichen Promenaden umgewandelt, eine erhalten gebliebene Zinne zwischen Post und Dr.-Ernst-Mucke-Straße, ab Mitte 19. Jahrhundert Bereich von Wall und Graben zu öffentlichen Promenaden umgewandelt. | 09250176 |
|                                         | Wohnhaus in geschlossener Bebauung | Neugasse 3 (Karte)                                      | Bezeichnet mit 1880 | Mit kräftigen Fensterprofilen und zentralem Dacherker, baugeschichtlich von Bedeutung, zweigeschossiges Wohnhaus über vier Achsen, an der Haustür Gewände und Stufen (vermutlich vom Vorgängerbau) aus Granit, Stein bezeichnet mit „17 MP 71“, Tür und Fenster mit abgestuftem Profil, Erdgeschoss durch Gesims abgetrennt, im Obergeschoss gerade Verdachungen, kleines Medaillon | 09250518 |
| Direkt Bild zu diesem Denkmal hochladen | Wohnhaus in geschlossener Bebauung | Neugasse 7 (Karte)                                      | Um 1880 | Baugeschichtlich von Bedeutung, zweigeschossiges, siebenachsiges Haus mit zentralem Eingang, dieser mit flachem Segmentbogen, schlichte Gliederung durch schmale vertiefte Gewände und Gesimse, alte Fenstergliederung | 09250514 |
|                                         | Wohnhaus mit Ladenzone in offener Bebauung, Ecklage | Neugasse 10 (Karte)                                     | Um 1955 | Baugeschichtlich von Bedeutung, Betonung der Ecke durch Eckerker, Mansarddach | 09250767 |
| Weitere Bilder                          | Nicolaiturm (Einzeldenkmal zu ID-Nr. 09301008) | Nicolaipforte 1 (Karte)                                 | Mitte 15. Jahrhundert | Einzeldenkmal der Sachgesamtheit Stadtbefestigung; ortsgeschichtlich und baugeschichtlich von Bedeutung. Mittelalterlicher Torturm mit spitzbogiger Pforte, seit 1775 Wehranlage in heutiger Form (Turmbau Mitte des 15. Jahrhunderts in Holz auf dem Tore, 1522 Rundturm aus Stein, 1614 durch Blitzschlag ausgebrannt, 1678 Wiederaufbau), Schlussstein mit Männerkopf (vermutlich Stadtschreiber Peter Preischwitz, der 1429 die Stadt an die Hussiten verraten hatte und dafür später gevierteilt wurde), am oberen runden Teil spätgotisches Wappen. | 09250796 |
| Weitere Bilder                          | Nicolaikirche und Kirchhof (Sachgesamtheit) | Nicolaipforte 1a (Karte)                                | 1401–1953; 1. Hälfte 15. Jahrhundert (Kirchhof, Umbau 1745) | Sachgesamtheit Nicolaikirche und Kirchhof mit folgenden Einzeldenkmalen: Ruine der Nicolaikirche, 29 Grabmale an den Wänden und im Chor der Kirchenruine, Denkmal für die Gefallenen des Ersten Welt-krieges, Einfriedungsmauer und Wehrgang der Stadtbefestigung zwischen Kirche und Stadtmauer über steilem Felsen (siehe Obj. 09250795) sowie Kirchhof als Sachgesamtheitsteil; ortsgeschichtlich, bauge-schichtlich und wissenschaftlich von Bedeutung, zwei Winter-Linden (Tilia cordata) als Torbäume am östlichen Zugangstor | 09301044 |
| Weitere Bilder                          | Ruine der Nicolaikirche (Einzeldenkmal zu ID-Nr. 09301044) | Nicolaipforte 1a (Karte)                                | Mitte 15. Jahrhundert | Einzeldenkmal der Sachgesamtheit Nicolaikirche und Kirchhof; ortsgeschichtlich und baugeschichtlich von Bedeutung. Kirche Mitte 15. Jahrhundert erbaut (seit 1550 Pfarrkirche der Sorben), in Folge strategisch wichtiger Lage wurde Kirche 1620 abgedeckt und mit Geschützen bestückt, 1634 beim Stadtbrand vollends zerstört, Reste zeigen zweischiffiges Langhaus und Chor, Nordwand mit angefügtem Wehrgang blieb in voller Höhe erhalten, seit 1745 dient Ruine auch als Grablege des Nicolaikirchhofs, 1407 Schenkung des Geländes an die Kirche zur Anlegung eines Friedhofs, seit 1745 im Ruineninnern Gräber. | 09250795 |
| Weitere Bilder                          | 29 Grabmale an den Wänden und im Chor der Kirchenruine (Einzeldenkmal zu ID-Nr. 09301044) | Nicolaipforte 1a (Karte)                                | 1780–1953 | Einzeldenkmale der Sachgesamtheit Nicolaikirche und Kirchhof; ortsgeschichtlich und baugeschichtlich von Bedeutung. | 09250795 |
| Direkt Bild zu diesem Denkmal hochladen | Denkmal für die Gefallenen des Ersten Weltkrieges (Einzeldenkmal zu ID-Nr. 09301044) | Nicolaipforte 1a (Karte)                                | Nach 1918 | Einzeldenkmal der Sachgesamtheit Nicolaikirche und Kirchhof; ortsgeschichtlich und baugeschichtlich von Bedeutung, Sandsteinkubus mit Bronzetafel, darüber auf zwei Kugeln ruhendes Prisma mit Relief einer Pieta | 09250795 |
| Weitere Bilder                          | Einfriedungsmauer sowie Wehrgang der Stadtbefestigung zwischen Kirche und Stadtmauer über steilem Felsen (Einzeldenkmal zu ID-Nr. 09301044) | Nicolaipforte 1a (Karte)                                | Mitte 15. Jahrhundert | Einzeldenkmal der Sachgesamtheit Nicolaikirche und Kirchhof; ortsgeschichtlich und baugeschichtlich von Bedeutung | 09250795 |
|                                         | Wohnhaus mit Anbauten und originaler Einfriedung in halboffener Bebauung, an Nicolaiturm anschließend | Nicolaipforte 2 (Karte)                                 | Im Schlussstein bezeichnet mit 1807 | Baugeschichtlich und städtebaulich von Bedeutung, mit Mansardwalmdach, originale Fenster | 09250797 |
|                                         | Wohnhaus in geschlossener Bebauung, mit Mauer im Grundstück | Nicolaipforte 3 (Karte)                                 | 18. Jahrhundert | Im Kern vermutlich spätmittelalterliches, barock überformtes dreigeschossiges Wohnhaus, direkt am Nicolaiturm angebaut, Mauer im Hof eventuell Stadtmauer bzw. zum Nicolaiturm gehöriger Mauerzug, baugeschichtliche und straßenbildprägende Bedeutung, vermutlich im Barock aufgestockt, im Inneren bauliche Veränderungen ablesbar, schachtartiges Treppenhaus mit eisernem Geländer/Handlauf, im Erdgeschoss teilweise Wandstärken bis 1 m Dicke, Wandvorlagen in Form von Konsolsteinen zwischen den Fenstern im ersten Obergeschoss, Dachstuhl mit Kreuzstrebenverbund, im Grundstück mächtige Bruchsteinmauer | 09304201 |
|                                         | Nicolaistufen: Verbindungsweg zwischen Gerbertor im Spreetal und Nicolaipforte (Einzeldenkmal zu ID-Nr. 09301008) | Nicolaistufen (Karte)                                   | 16. Jahrhundert | Einzeldenkmal der Sachgesamtheit Stadtbefestigung; ortsgeschichtlich und baugeschichtlich von Bedeutung | 09250841 |
| Weitere Bilder                          | Ortenburg (Sachgesamtheit) | Ortenburg (Karte)                                       | 990 bis 1890 | Sachgesamtheit Ortenburg mit folgenden Einzeldenkmalen: Fronfeste mit Burgwasserturm (Obj. 09251152), Matthiasturm (Obj. 09251015), Militär-Arresthaus – Ortenburg 1 (Obj. 09301052), Hofrichterhaus – Ortenburg 2 (Obj. 09251014), Sorbisches Museum – Ortenburg 3 (Obj. 09251011), Wohnhaus – Ortenburg 6 (Obj. 09251012), Wohnhaus – Ortenburg 7 (Obj. 09251013), Rietschelgiebel – Ortenburg 8 (Obj. 09301053) und Grenzfeste (Burg) – Ortenburg 9 (Obj. 09251010) sowie Burgberg und Burgmauer als Sachgesamtheitsteile; künstlerisch, geschichtlich, städtebaulich, landschaftsgestaltend und wissenschaftlich von Bedeutung | 09301043 |
| Weitere Bilder                          | Torturm (Matthiasturm) mit reichem Zinnenabschluss und integrierter Burgkapelle (Einzeldenkmal zu ID-Nr. 09301043) | Ortenburg (Karte)                                       | Anfang 13. Jahrhundert (Torturm); um 1225 (Burgkapelle) | Einzeldenkmale der Sachgesamtheit Ortenburg; ortsgeschichtlich und baugeschichtlich von Bedeutung, spitzbogige, vielfältig profilierte Durchfahrtsöffnung, in Mittelnische thront Matthias Corvinus, von Engeln gekrönt (Werk von Briccius Gauske), im ersten Obergeschoss Wachtstube, im zweiten Obergeschoss Georgskapelle (Burgkapelle), um 1225 | 09251015 |
|                                         | Ehemaliges Militär-Arresthaus, heute Wohnhaus in halboffener Bebauung (Einzeldenkmal zu ID-Nr. 09301043) | Ortenburg 1 (Karte)                                     | 18. Jahrhundert | Einzeldenkmal der Sachgesamtheit Ortenburg; ortsgeschichtlich und baugeschichtlich von Bedeutung, zweigeschossiger Putzbau mit zurückspringendem Obergeschoss, Walmdach mit Fledermausgaupen, wurde in der Denkmalliste bis 2007 unter Ortenburg 1, 2 geführt | 09301052 |
| Direkt Bild zu diesem Denkmal hochladen | Burgmauer im gesamten Areal und Pulverturm (Einzeldenkmal der Sachgesamtheit 09301043) | Ortenburg 1, 2, 3, 6, 7, 8, 9 (bei) (Karte)             | 14. Jahrhundert | Einzeldenkmal der Sachgesamtheit Ortenburg; ortsgeschichtlich und baugeschichtlich von Bedeutung | 09307029 |
| Weitere Bilder                          | Ehemaliges Hofrichterhaus, heute Wohnhaus in halboffener Bebauung (Einzeldenkmal zu ID-Nr. 09301043) | Ortenburg 2 (Karte)                                     | Bezeichnet mit 1649 | Einzeldenkmal der Sachgesamtheit Ortenburg; ortsgeschichtlich und baugeschichtlich von Bedeutung, schlichter Bau mit Satteldach, schmuckvolle Bekrönung des Westgiebels, aufwendig gestalteter Schornsteinkopf in Renaissanceformen, wurde in der Denkmalliste bis 2007 unter Ortenburg 1, 2 geführt | 09251014 |
| Weitere Bilder                          | Ehemaliges Salzhaus, heute Sorbisches Museum (Einzeldenkmal zu ID-Nr. 09301043) | Ortenburg 3 (Karte)                                     | Bezeichnet mit 1782 | Einzeldenkmal der Sachgesamtheit Ortenburg; ortsgeschichtlich und baugeschichtlich von Bedeutung, langgestrecktes dreigeschossiges Gebäude mit Walmdach, im linken Teil kraftvoller Risalit mit Haupteingang, im Obergeschoss Rundbogenfenstern, Rückseite Balkon | 09251011 |
|                                         | Wohnhaus in offener Bebauung (Einzeldenkmal zu ID-Nr. 09301043) | Ortenburg 6 (Karte)                                     | 1870/1890 | Einzeldenkmal der Sachgesamtheit Ortenburg; ortsgeschichtlich und baugeschichtlich von Bedeutung | 09251012 |
| Weitere Bilder                          | Fronfeste mit Burgwasserturm (Einzeldenkmal zu ID-Nr. 09301043) | Ortenburg (hinter Ortenburg 7) (Karte)                  | 1400 | Einzeldenkmal der Sachgesamtheit Ortenburg; ortsgeschichtlich und baugeschichtlich von Bedeutung, in den Fels gebauter Burgwasserturm, zwischen Turm und Burghof befindet sich ein Verbindungsbau, der seit 1740 als Fronfeste diente, später als Gefängnis genutzt, der volkstümliche Name „Karrasekturm“ deutet auf die Gefangennahme des böhmischen Räuberhauptmanns Johannes Karasek (um 1800) hin | 09251152 |
|                                         | Wohnhaus in offener Bebauung (Einzeldenkmal zu ID-Nr. 09301043) | Ortenburg 7 (Karte)                                     | 1870/1890 | Einzeldenkmal der Sachgesamtheit Ortenburg; ortsgeschichtlich und baugeschichtlich von Bedeutung | 09251013 |
| Weitere Bilder                          | Rietschelgiebel: Giebelfeld Tragödie als Teil des allegorischen Figurenprogramms am ersten Hoftheater Sempers in Dresden (Einzeldenkmal zu ID-Nr. 09301043) | Ortenburg 8 (Karte)                                     | 1840 | Einzeldenkmal der Sachgesamtheit Ortenburg; künstlerisch und baugeschichtlich von Bedeutung | 09301053 |
| Weitere Bilder                          | Burg als Grenzfeste des Markgrafen von Meißen mit Stuckdecke (Einzeldenkmal zu ID-Nr. 09301043) | Ortenburg 9 (Karte)                                     | Um 1000 (Burg); 1662 (Stuckdecke) | Einzeldenkmal der Sachgesamtheit Ortenburg; baugeschichtlich, künstlerisch und ortsgeschichtlich von Bedeutung, dreigeschossiges Gebäude mit zwei Flügeln, Schauseite mit Strebepfeilern und Zwerchhäusern von 1698. Im Erdgeschoss Kreuzgratgewölbe, im ersten Obergeschoss Audienzsaal mit Stuckdecke von Vinetti und Comotan aus dem Jahr 1662 | 09251010 |
|                                         | Wohn- und Geschäftshaus in Ecklage und in geschlossener Bebauung | Postplatz 1 (Karte)                                     | Um 1910/1912 | Heute Raiffeisenbank, baugeschichtlich und städtebaulich von Bedeutung, Eckerker, Putzquaderung im Erdgeschoss, Putzreliefs zwischen erstem und zweitem Obergeschoss, rückseitig Veranden | 09250643 |
| Weitere Bilder                          | Verwaltungsgebäude (Haus der Sorben/Serbski dom) | Postplatz 2 (Karte)                                     | 1949–1956 (im Sockel bezeichnet mit 1949) | Heute Sitz u. a. der Domowina und der Stiftung für das sorbische Volk, Gebäude im traditionalistischen Stil, Architekten: Emil Högg und Friedrich Rötschke, baugeschichtlich, platzbildprägend und künstlerisch von Bedeutung, dreigeschossiges Gebäude mit drei Dreiecksgiebeln, durch Wabenmuster in Sandstein betont, Seiteneinfahrt und -eingang durch Erker betont, an Giebelseite zur Kurt-Pchalek-Straße Sandstein-Skulptur „Jugendbrigadierleiter“ auf Konsolstein über der Erdgeschoss-Arkadenöffnung, Mittelteil im Treppenhaus mit gebietsspezifischen Farbglasfenstern, Balkon, erstes Obergeschoss einseitig betont, ab zweitem Obergeschoss symmetrisch aufgebaut | 09250623 |
|                                         | Postverwaltungsgebäude in Ecklage | Postplatz 3 (Karte)                                     | 1951–1954 | Unter anderem seit 2020 Sitz des MDR-Studios Bautzen mit dem Sorbischen Rundfunk, baugeschichtlich und städtebaulich von Bedeutung. Grundriss über Eck gebaut, Eingangsbereich mit Turm, Uhr, Sgraffito (Emil Pischel), zwei Schriftplatten und Relief „Brieftaube“ (beide Georg Türke) und Farbglasfenster (Entwurf: Karl. W. Schmidt, Zittau, Ausführung: Glasmalerei Lucas, Zittau), an Flügel entlang der Dr.-Ernst-Mucke-Straße rechtwinkliger Garagenanbau mit Zeltdach, Uhr, originalem Eingangsbereich mit Pfeilern und Garagen mit hölzernen, gesprossten Toren, auf dem Garagendach Dachterrasse mit originalem Zugang vom Hauptgebäude aus, Pförtnerhaus mit originalem schmiedeeisernem Tor. Das 1897/1898 an gleicher Stelle errichtete Vorgängergebäude war einst Namensgeber für den Postplatz. | 09250622 |
|                                         | Mietshaus mit Café Exquisit, in geschlossener Bebauung (ehemalige Conditorei Müller) | Postplatz 5 (Karte)                                     | Um 1920 | Baugeschichtlich und ortsgeschichtlich von Bedeutung, symmetrischer Baukörper mit stark geschwungenem Dreiecksgiebel, ausgeprägt expressionistische Putzreliefierung, Sockel in Putzquaderung mit Originallampen, originale Fenster- und Türöffnungen im Parterre | 09250624 |
|                                         | Mietvilla in Ecklage | Postplatz 5a (Karte)                                    | Um 1890/1895 | Heute Verwaltungsgebäude (LBS), baugeschichtlich von Bedeutung, im Erdgeschoss Putzornamentik unter Fenstern, Zinnenfries, Friesband, Wetterfahne (bezeichnet mit 1991), bezeichnet mit „A.K.“ (im Türgitter) | 09250674 |
|                                         | Wohn- und Bürogebäude in geschlossener Bebauung | Postplatz 6 (Karte)                                     | Um 1900 | Baugeschichtlich und straßenbildprägend von Bedeutung, symmetrischer Bau, Betonung des Mittelteils durch Putzreliefierung, großer Dreiecksgiebel, Zinnenfries, drei Portale mit Seitenbetonung im Parterre | 09250625 |
|                                         | Wohnhaus sowie Innenhof mit Lauben- und Säulengang, in halboffener Bebauung | Predigergasse 1 (Karte)                                 | Um 1680 | Baugeschichtlich von Bedeutung, große Schlusssteine über Fenstern und Tür, barocke Putzreliefierung im ersten Obergeschoss, Simse über erstem und zweitem Obergeschoss, Stützpfeiler, Stuckdecken, Gewölbe (Schlussstein mit ornamentalem Motiv) | 09251075 |
|                                         | Wohnhaus in geschlossener Bebauung | Predigergasse 3 (Karte)                                 | Um 1700 | Baugeschichtlich von Bedeutung, einfache Fassadengestaltung, alte Tür, Gewölbe | 09251076 |
|                                         | Wohnhaus in geschlossener Bebauung | Predigergasse 5 (Karte)                                 | Um 1700 | Baugeschichtlich von Bedeutung, gewölbtes Portal | 09251077 |
|                                         | Wohnhaus in halboffener Bebauung | Predigergasse 7 (Karte)                                 | Um 1680 | Baugeschichtlich von Bedeutung, gewölbtes Portal, Stützpfeiler mit Fenster, Gewölbe | 09251078 |
| Weitere Bilder                          | Wohnhaus in Ecklage | Reichenstraße 1 (Karte)                                 | 1709 | Barockes Bürgerhaus, baugeschichtlich von Bedeutung | 09250607 |
| Weitere Bilder                          | Wohnhaus mit Ladenzone | Reichenstraße 2 (Karte)                                 | 1709 | Bürgerhaus mit gotischen Resten, baugeschichtlich von Bedeutung | 09250597 |
| Weitere Bilder                          | Wohnhaus mit Ladenzone | Reichenstraße 3 (Karte)                                 | Um 1600 | Renaissance-Bürgerhaus mit jüngerer Fassade, baugeschichtlich von Bedeutung | 09250608 |
| Weitere Bilder                          | Wohnhaus in geschlossener Bebauung (ehemals „Zur alten Post“) | Reichenstraße 4 (Karte)                                 | 1720/1740 | Barockes Bürgerhaus, ehemals auch Gasthaus, baugeschichtlich, baukünstlerisch und ortsgeschichtlich von Bedeutung | 09250596 |
| Weitere Bilder                          | Wohnhaus in geschlossener Bebauung | Reichenstraße 5 (Karte)                                 | Nach 1720 | Barockes Bürgerhaus, siehe auch Hintere Reichenstraße 4, sehr reiche Fassade, baugeschichtlich, baukünstlerisch und straßenbildprägend von Bedeutung | 09250609 |
| Weitere Bilder                          | Wohnhaus mit Ladenzone in geschlossener Bebauung | Reichenstraße 6 (Karte)                                 | 1740/1778 | Barockes Bürgerhaus, baugeschichtlich von Bedeutung | 09250595 |
| Weitere Bilder                          | Wohnhaus mit Ladenzone in geschlossener Bebauung | Reichenstraße 7 (Karte)                                 | Nach 1709 | Barockes Bürgerhaus, baugeschichtlich von Bedeutung | 09250610 |
| Weitere Bilder                          | Wohnhaus mit Ladenzone in geschlossener Bebauung | Reichenstraße 8 (Karte)                                 | 1720/1740 | Barockes Bürgerhaus, baugeschichtlich und baukünstlerisch von Bedeutung | 09250594 |
| Weitere Bilder                          | Wohnhaus mit Ladenzone in geschlossener Bebauung | Reichenstraße 9 (Karte)                                 | Nach 1709 | Barockes Bürgerhaus, baugeschichtlich von Bedeutung | 09250611 |
| Weitere Bilder                          | Wohnhaus mit Ladenzone in geschlossener Bebauung | Reichenstraße 10 (Karte)                                | Nach 1720 | Barockes Bürgerhaus, baugeschichtlich und straßenbildprägend von Bedeutung | 09250593 |
| Weitere Bilder                          | Wohnhaus (Bürgerhaus mit gotischen Resten) | Reichenstraße 11 (Karte)                                | Um 1500 | Baugeschichtlich und hausgeschichtlich von Bedeutung, Gewölbe, Glasfenster um 1900 | 09250612 |
| Weitere Bilder                          | Wohnhaus in geschlossener Bebauung | Reichenstraße 12 (Karte)                                | Wahrscheinlich schon 1660; 1720 | Barockes Bürgerhaus mit reicher, qualitätvoller Fassade, baugeschichtlich, baukünstlerisch und straßenbildprägend von Bedeutung, Inschrift: DEO FAVENTE | 09250592 |
| Weitere Bilder                          | Wohnhaus mit Ladenzone in geschlossener Bebauung | Reichenstraße 13 (Karte)                                | Nach 1709 | Barockes Bürgerhaus, siehe auch Hintere Reichenstraße 12, baugeschichtlich von Bedeutung | 09250613 |
| Weitere Bilder                          | Wohnhaus mit Ladenzone in geschlossener Bebauung | Reichenstraße 14 (Karte)                                | Um 1709/1720 | Barockes Bürgerhaus, baugeschichtlich von Bedeutung, hebräische Schriftzeichen | 09250591 |
| Weitere Bilder                          | Wohnhaus | Reichenstraße 16 (Karte)                                | Um 1800 | Klassizistisches Bürgerhaus, baugeschichtlich und straßenbildprägend von Bedeutung, mit Erkeranbau | 09250590 |
| Weitere Bilder                          | Wohnhaus mit Ladeneinbau, in geschlossener Bebauung | Reichenstraße 17 (Karte)                                | Um 1790 | Baugeschichtlich von Bedeutung, Putzgliederung, Schleppgaupen | 09250222 |
| Direkt Bild zu diesem Denkmal hochladen | Ehemaliges Kaufhaus | Reichenstraße 18 (Karte)                                | 1920er Jahre | Fünfgeschossiges Gebäude (Gebäudeflügel an der Theatergasse Ecke Kesselstraße) als weitgehend authentisches Zeugnis für Architektursprache der 1920er Jahre, bau- und wirtschaftsgeschichtlich von Bedeutung | 09306781 |
| Weitere Bilder                          | Wohnhaus mit Ladenzone, in geschlossener Bebauung | Reichenstraße 20 (Karte)                                | Um 1905/1910 | Baugeschichtlich von Bedeutung, Mittelrisalit, Betonung des ersten Obergeschosses, erkerartiger Vorbau, Putzornamentik, Fenster, Anklänge an Jugendstil | 09250589 |
| Weitere Bilder                          | Wohnhaus mit Ladeneinbau, in geschlossener Bebauung | Reichenstraße 21 (Karte)                                | Um 1720 | Sogenanntes Handtuchhaus, baugeschichtlich und städtebaulich von Bedeutung, Fenstergewände mit Reliefierung im ersten Obergeschoss | 09250223 |
| Weitere Bilder                          | Wohnhaus mit Ladenzone in geschlossener Bebauung | Reichenstraße 22 (Karte)                                | Um 1740 | Barockes Bürgerhaus, baugeschichtlich von Bedeutung | 09250588 |
| Weitere Bilder                          | Wohnhaus mit Ladenzone in geschlossener Bebauung | Reichenstraße 24 (Karte)                                | Um 1900 | Neobarockes Bürgerhaus, baugeschichtlich und städtebaulich von Bedeutung | 09250587 |
| Weitere Bilder                          | Wohnhaus mit Ladeneinbau, in geschlossener Bebauung | Reichenstraße 25 (Karte)                                | Um 1900 | Fassade nachträglich geglättet, baugeschichtlich von Bedeutung, erstes Obergeschoss: ein großes und ein kleines Fenster, zweites Obergeschoss: drei Fenster | 09250616 |
| Weitere Bilder                          | Wohnhaus | Reichenstraße 26 (Karte)                                | Um 1634 | Bürgerhaus der Renaissances, baugeschichtlich und hausgeschichtlich von Bedeutung, Veränderungen im 19. Jahrhundert | 09250586 |
| Weitere Bilder                          | Wohnhaus mit Ladenzone in geschlossener Bebauung | Reichenstraße 27 (Karte)                                | Nach 1740 | Barockes Bürgerhaus, baugeschichtlich und baukünstlerisch von Bedeutung | 09250617 |
| Weitere Bilder                          | Wohnhaus mit Ladeneinbau | Reichenstraße 28 (Karte)                                | Um 1850 | Klassizistisches Bürgerhaus, baugeschichtlich und straßenbildprägend von Bedeutung | 09250585 |
| Weitere Bilder                          | Wohnhaus mit Ladenzone in geschlossener Bebauung und Wohnhaus mit Tor und Stützpfeiler in Ecklage im hinteren Grundstücksbereich (Hintere Reichenstraße) | Reichenstraße 29 (Karte)                                | Nach 1740 | Vorderhaus mit Ladenzone, barockes Bürgerhaus, baugeschichtlich und städtebaulich von Bedeutung. - Wohnhaus Reichenstraße: dreigeschossiger Putzbau mit neun Achsen, profiliertes Gurt- und Traufgesims, schöne Stuckzierelemente an der Fassade, reich an Stuckdecken, Keller mit ausgedehntem Gangsystem (Bruchsteinmauerwerk und Granitstufen) und historischer Brunnenstube - Wohnhaus Hintere Reichenstraße: mit ehemaliger Werkstatt für Gold- und Silberwaren und späteren Veränderungen, im ersten Obergeschoss seitlich Erker, Gewölbe, wurde bis März 2008 irrtümlich unter Hintere Reichenstraße 29 in der Denkmalliste geführt | 09250618 |
| Weitere Bilder                          | Wohnhaus mit Ladenzone in geschlossener Bebauung, in Ecklage zum Buttermarkt | Reichenstraße 31 (Karte)                                | Um 1740 im Kern | Barockes Wohnhaus mit Laden, baugeschichtlich und städtebaulich von Bedeutung, ursprünglich barockes Bürgerhaus mit späterem Ladeneinbau, zweigeschossiger massiver Putzbau, klar gegliederte Fassaden mit Lisenen und Putzspiegeln unter den Fenstern, Mansarddach mit später eingebauten Gaupen weit überkragendes Traufgesims, saniert | 09300104 |
| Weitere Bilder                          | Reichenturm, mit Ansatz der Brustwehr und der Konsole des Wehrgangs (Einzeldenkmal zu ID-Nr. 09301008) | Reichenstraße 33 (Karte)                                | 1490–1492 | Einzeldenkmal der Sachgesamtheit Stadtbefestigung; stadtbildprägend, ortsgeschichtlich und baugeschichtlich von Bedeutung, nördlich in Richtung zum Buttermarkt, 1490–1492 unterer Teil des Turmes, barocker Abschluss 1715–1718 von Johann Christoph von Naumann | 09250990 |
|                                         | Wohnhaus in halboffener Bebauung | Rittergasse 2 (Karte)                                   | Um 1720 | Baugeschichtlich von Bedeutung, asymmetrischer Baukörper mit Mittelrisalit, Bekrönung des Portals durch Dreiecksgiebel mit Medaillon, darunter Schlussstein, im ersten Obergeschoss Fensterbekrönung mit Wappen und Muscheln | 09251017 |
|                                         | Wohnhaus in offener Bebauung | Rosenstraße 1 (Karte)                                   | Um 1870/1880 | Baugeschichtlich, städtebaulich und straßenbildprägend von Bedeutung, Säulengang (Laubengang) mit Kreuzgewölbe, Putzquaderung und Putzgliederung, Putzornamentik, originale Tür | 09250164 |
|                                         | Wohnhaus in geschlossener Bebauung | Rosenstraße 9 (Karte)                                   | Um 1910 | Baugeschichtlich und städtebaulich von Bedeutung, Mittelbetonung ab erstem Obergeschoss, geschweifter Giebel mit Okulus, originale Tür | 09250703 |
|                                         | Wohnhaus mit Ladeneinbau, in geschlossener Bebauung | Rosenstraße 13 (Karte)                                  | Um 1905/1910 | Jugendstilornamentik, baugeschichtlich und städtebaulich von Bedeutung, reiche Putzgliederung, Mittelbetonung, spitzer Giebel | 09250704 |
|                                         | Wohnhaus mit Ladeneinbau, in geschlossener Bebauung | Rosenstraße 15 (Karte)                                  | Um 1905/1910 | Baugeschichtlich und städtebaulich von Bedeutung, ehemals Polsterei und Möbellager, seitlich verrückter, geschweifter Giebel mit Zwillingsfenstern, originale Tür, Erdgeschoss: teilweise Natursteinquader | 09250705 |
|                                         | Wohnhaus in geschlossener Bebauung | Rosenstraße 17 (Karte)                                  | Um 1905/1910 | Baugeschichtlich und städtebaulich von Bedeutung, ehemals Mechanische Böttcherei, seitlich verrückter Giebel mit Okulus, Zwillingsfenster, originale Tür, teilweise Natursteinquader im Erdgeschoss | 09250706 |
|                                         | Wohnhaus in halboffener Bebauung, mit Laden, ausgebautem Mansarddach und Balkonen an der Giebelwand | Rosenstraße 18 (Karte)                                  | Um 1890 | Baugeschichtlich und städtebaulich von Bedeutung, seitlich angebaute Veranden, reiche Fensterbekrönung, Putznutung im Erdgeschoss, altes Straßenschild, originale Tür | 09250713 |
|                                         | Wohnhaus in halboffener Bebauung | Rosenstraße 20 (Karte)                                  | Um 1920 | Baugeschichtlich und städtebaulich von Bedeutung, mit Mittelbetonung durch Giebel, originales Portal. Der Bau bleibt Bestandteil der Denkmalliste der Stadt Bautzen, weil er im Zusammenhang mit den benachbarten Häusern mit vergleichbarer bzw. ähnlicher Fassadenausbildung einen geschlossenen Straßenzug bildet und damit von straßenbildprägendem Wert ist. Im Inneren ist das Gebäude beklagenswerterweise zu großen Teilen entkernt, die Fassade aber ist im Gegensatz dazu weitgehend unverändert bzgl. ihrer grundsätzlichen prägenden Gliederung, dem in Natursteinquaderung ausgeführten Sockelgeschoss und der originalen Haustür. Zwar sind durchgängig Kunststofffenster eingebaut, aber die Fenstergrößen sind unverändert erhalten, so dass keine Störung der Proportionen vorliegt. | 09250712 |
|                                         | Wohnhaus in geschlossener Bebauung | Rosenstraße 21 (Karte)                                  | Um 1900 | Baugeschichtlich und städtebaulich von Bedeutung, seitlich Erker im ersten Obergeschoss, Dachausbau | 09250707 |
|                                         | Wohnhaus in geschlossener Bebauung | Rosenstraße 22 (Karte)                                  | Um 1910/1920 | Baugeschichtlich und städtebaulich von Bedeutung, mit Mittelbetonung durch Kolossalpilaster, Mansarddach mit reicher Putzgestaltung, originales Portal mit Dreiecksgiebel | 09250711 |
|                                         | Wohnhaus in geschlossener Bebauung | Rosenstraße 23 (Karte)                                  | Um 1910 | Baugeschichtlich und städtebaulich von Bedeutung, Seitenbetonung durch Erker ab erstem Obergeschoss, mit Balkon (originales Geländer) verbunden, Dachausbau | 09250708 |
|                                         | Wohnhaus in geschlossener Bebauung | Rosenstraße 25 (Karte)                                  | Um 1895 | Baugeschichtlich und städtebaulich von Bedeutung, gelber Klinkerbau, Putzquaderung im Erdgeschoss, Seitenbetonung durch Balkons | 09250709 |
|                                         | Altes Elektrizitätswerk, heute ESAG-Kundenberatung, bestehend aus ehemaligem Schalthaus und Verwaltungsgebäude und Einfriedungsmauer | Rosenstraße 30 (Hauptanschrift: Lotzestraße 15) (Karte) | Um 1900 | Ortsgeschichtlich und technikgeschichtlich von Bedeutung. Bautzen, Lotzestraße 15 (Verwaltungsgebäude) und Rosenstraße 30 (ehemaliges Schalthaus), ehemaliges Umspannwerk mit Werkstatt- und Wohngebäude, Technisches Denkmal. Altes Umspannwerk mit langen Fenstern, Krüppelwalmdach, Entlüftungsaufbau, Zinnenfries. Geschichte siehe Lotzestraße 15. | 09250717 |
|                                         | Villa mit Einfriedung | Rosenstraße 31 (Karte)                                  | Bezeichnet mit 1879 | Baugeschichtlich von Bedeutung, großer Erker, originale Türen und Fenster | 09250718 |
| Weitere Bilder                          | Teile der äußeren Stadtmauer und ehemalige Wehrgänge (Einzeldenkmal zu ID-Nr. 09301008) | Schilleranlagen (Karte)                                 | 13./14./15. Jahrhundert | Einzeldenkmal der Sachgesamtheit Stadtbefestigung; Zeugnis der Fortifikation und deren teilweiser Umgestaltung zu öffentlichen Promenadenanlagen, geschichtlich und städtebaulich von Bedeutung. Mauer in Teilen, wenigstens aber in der Linienführung erhalten, ab Mitte 19. Jahrhundert Bereich von Wall und Graben zu öffentlichen Promenaden umgewandelt, eine erhalten gebliebene Zinne zwischen Post und Dr.-Ernst-Mucke-Straße, ab Mitte 19. Jahrhundert Bereich von Wall und Graben zu öffentlichen Promenaden umgewandelt. | 09250176 |
|                                         | Gartenhaus | Schilleranlagen 6 (Karte)                               | Um 1800 | Biedermeierlicher Bau an der Stadtmauer, baugeschichtlich und stadtgeschichtlich bedeutend, zweigeschossiger Putzbau mit Mansarddach und je einer Dachgaupe an jeder Dachfläche, Segmentbogenportal in Stadtmauer als Öffnung zum Grundstück, architekturgeschichtliches Zeugnis, wissenschaftlich-dokumentarischem Wert, Grundstück der ehemaligen Gärtnerei Buchheim, Objekt von Bautzner Architekt Vietze zur Wohnung ausgebaut | 09251465 |
|                                         | Wohnhaus und Hintergebäude in Ecklage und in halboffener Bebauung | Schloßstraße 1 (Karte)                                  | Um 1680 | Baugeschichtlich von Bedeutung, leichter Mittelrisalit, Portal mit Schlussstein, Eckstützpfeiler, Gewölbe | 09251072 |
|                                         | Wohnhaus in geschlossener Bebauung | Schloßstraße 2 (Karte)                                  | Um 1700 | Barockes Bürgerhaus, baugeschichtlich und straßenbildprägend von Bedeutung, Pilasterordnung und Putzgliederung im Erdgeschoss, Portal und zwei Fensterbögen mit Schlussstein, seitlich Mittelbetonung durch hervorkragenden Baukörper | 09251079 |
|                                         | Wohnhaus mit Ladeneinbau in Ecklage und in geschlossener Bebauung | Schloßstraße 3 (Karte)                                  | Bezeichnet mit 1808 | Baugeschichtlich von Bedeutung, Portale über Eingang und Laden | 09251073 |
|                                         | Wohnhaus in halboffener Bebauung | Schloßstraße 4 (Karte)                                  | 2. Hälfte 17. Jahrhundert | Baugeschichtlich von Bedeutung, rundbogiger Eingang | 09251043 |
| Direkt Bild zu diesem Denkmal hochladen | Wohnhaus in halboffener Bebauung | Schloßstraße 5 (Karte)                                  | Um 1680 | Baugeschichtlich von Bedeutung, Mittelbetonung durch Erker, Portal mit Schlussstein, Gewölbe | 09251044 |
| Direkt Bild zu diesem Denkmal hochladen | Wohnhaus in geschlossener Bebauung | Schloßstraße 6 (Karte)                                  | 2. Hälfte 17. Jahrhundert | Baugeschichtlich von Bedeutung | 09251486 |
|                                         | Wohnhaus in halboffener Bebauung | Schloßstraße 7 (Karte)                                  | Um 1860 | Baugeschichtlich von Bedeutung, einfaches Portal, Gewölbe | 09251045 |
|                                         | Wohnhaus in geschlossener Bebauung | Schloßstraße 8 (Karte)                                  | 1736 Dendro | Baugeschichtlich von Bedeutung, Sims über zweitem Obergeschoss, Verzierung der Fassade durch Füllhörner, Masken, Portal bekrönt durch geschmückte Pilaster, Pilasterordnung zur Hausabgrenzung | 09251042 |
|                                         | Wohnhaus in geschlossener Bebauung | Schloßstraße 9 (Karte)                                  | Um 1860 | Baugeschichtlich von Bedeutung, mit Portal und Schlussstein, Gewölbe | 09251046 |
|                                         | Gebäude der Stadt- und Kreisbibliothek, ehemals Bautzner Landhaus | Schloßstraße 10 (Karte)                                 | 1667/1668 | Baugeschichtlich und ortsgeschichtlich von Bedeutung, Mittel- und Seitenbetonung durch Quaderung, gebrochener Dreiecksgiebel, Pilaster und Gewände, rundbogige Portale, Pilasterordnung, Fries unter Dachsims | 09251041 |
|                                         | Wohnhaus in geschlossener Bebauung | Schloßstraße 11 (Karte)                                 | Um 1860 | Baugeschichtlich und städtebaulich von Bedeutung, Betonung des Erdgeschosses durch Sims, Portal mit Schlussstein | 09251047 |
|                                         | Wohnhaus in halboffener Bebauung (Görlitzer Landhaus) | Schloßstraße 12 (Karte)                                 | Um 1665 | Repräsentative Fassade, baugeschichtlich von Bedeutung, für die Ältesten der Landstände, Mittelrisalit, Kolossalpilaster, Portal mit reliefiertem Schlussstein, Betonung des ersten Obergeschosses durch reliefierte Fensterbekrönung | 09251040 |
|                                         | Wohnhaus in geschlossener Bebauung | Schloßstraße 13 (Karte)                                 | Nach 1709 | Baugeschichtlich von Bedeutung, mit Portal und Schlussstein, Gewölbe | 09251048 |
|                                         | Wohnhaus in geschlossener Bebauung | Schloßstraße 15 (Karte)                                 | Nach 1720 | Baugeschichtlich von Bedeutung, Betonung des ersten Obergeschosses durch reiche Fensterbekrönung, Gewölbe | 09251049 |
|                                         | Wohnhaus in halboffener Bebauung | Schloßstraße 17 (Karte)                                 | Nach 1720 | Baugeschichtlich von Bedeutung, barocke Putzreliefierung | 09251050 |
|                                         | Wohnhaus (ehemalige Schloßapotheke) in Ecklage und in halboffener Bebauung | Schloßstraße 21 (Karte)                                 | Um 1650 | Baugeschichtlich und ortsgeschichtlich von Bedeutung, Mittelbetonung durch Eingangstür mit Portal und Schlussstein sowie Erker | 09251016 |
|                                         | Wohnhaus mit Ladeneinbau, in geschlossener Bebauung | Schülerstraße 1 (Karte)                                 | Nach 1720 | Barockes Wohnhaus, baugeschichtlich von Bedeutung, zweietagig, Portal | 09250865 |
|                                         | Wohnhaus in geschlossener Bebauung | Schülerstraße 2 (Karte)                                 | Nach 1709 | Barockes Wohnhaus, baugeschichtlich von Bedeutung, Fassade leicht gewölbt, Mittelbetonung durch erkerartigen Vorbau ab erstem Obergeschoss, Portal | 09250864 |
|                                         | Wohnhaus in geschlossener Bebauung | Schülerstraße 4 (Karte)                                 | Nach 1720 | Barockes Wohnhaus, baugeschichtlich von Bedeutung, Mittelbetonung durch Säulen und Zwillingsfenster, Betonung des Erdgeschosses durch Putzquaderung | 09250863 |
|                                         | Wohnhaus mit Torbogen über Einfahrt, in geschlossener Bebauung | Schülerstraße 5 (Karte)                                 | Nach 1709 | Baugeschichtlich von Bedeutung, mit symmetrischer Fassadengestaltung, einfache Putzgliederung | 09250862 |
|                                         | Wohnhaus mit Ladeneinbau, in geschlossener Bebauung, bauliche Verbindung zum Schülerturm | Schülerstraße 9 (Karte)                                 | Um 1890 | Bauliche Verbindung zum Schülerturm, baugeschichtlich von Bedeutung, symmetrische Fassadengestaltung, Fensterbekrönung (im dritten Obergeschoss schlusssteinartig) | 09250859 |
| Weitere Bilder                          | Schülerturm: Torturm des 1840 abgebrochenen zweibogigen Schülertores (Einzeldenkmal zu ID-Nr. 09301008) | Schülerstraße 11 (Karte)                                | 15. Jahrhundert | Einzeldenkmal der Sachgesamtheit Stadtbefestigung; stadtbildprägend, ortsgeschichtlich und baugeschichtlich von Bedeutung | 09250858 |
|                                         | Wohnhaus mit Laden, in geschlossener Bebauung | Schulstraße 4 (Karte)                                   | Um 1890 | Baugeschichtlich von Bedeutung, Seitenbetonung durch leicht hervorkragenden Baukörper, Fensterbekrönung im ersten Obergeschoss | 09250927 |
|                                         | Wohnhaus mit Laden, in geschlossener Bebauung | Schulstraße 5 (Karte)                                   | Um 1890 | Baugeschichtlich von Bedeutung, Betonung durch zurückstehenden Mittelrisalit, Seitenbetonung durch Fensterbekrönung (im ersten Obergeschoss), Dreiecksgiebel, im zweiten Obergeschoss Putzreliefs | 09250928 |
|                                         | Mietshaus in geschlossener Bebauung | Schulstraße 6 (Karte)                                   | Um 1890 | Baugeschichtlich von Bedeutung, gelber Klinkerbau, Seitenbetonung durch hervorkragenden Baukörper und Fensterbekrönung im ersten Obergeschoss mit Relief, im Erdgeschoss Putzquaderung | 09250929 |
|                                         | Mietshaus mit Laden in geschlossener Bebauung | Schulstraße 7 (Karte)                                   | Um 1895 | Baugeschichtlich von Bedeutung, Mittelbetonung durch Fensterbekrönung (im ersten und zweiten Obergeschoss Putzornamentik, im dritten Obergeschoss geschwungener Giebel), Seitenbetonung des Daches durch Eselsrücken | 09250930 |
|                                         | Wohnhaus mit Laden, in geschlossener Bebauung | Seminarstraße 1 (Karte)                                 | Um 1895 | Baugeschichtlich und städtebaulich von Bedeutung, gelber Klinkerbau mit rotem Muster, reiche Fensterbekrönung im ersten Obergeschoss, Zahnfries unter Dachsims | 09250936 |
|                                         | Mietshaus in Ecklage und in geschlossener Bebauung | Seminarstraße 2 (Karte)                                 | Um 1890 | Baugeschichtlich und straßenbildprägend von Bedeutung, asymmetrischer Baukörper, Mittelbetonung durch Dreiecksgiebel über Mansardgeschoss mit Pilasterordnung, seitlicher Baukörper mit ornamentierten und reliefierten Medaillons, Putzgliederung, Simse | 09250402 |
|                                         | Wohnhaus mit Ladeneinbau, in geschlossener Bebauung | Seminarstraße 3 (Karte)                                 | Um 1890 | Baugeschichtlich und städtebaulich von Bedeutung, Betonung der Horizontalen durch zweifache Simse, Fensterbekrönung im ersten Obergeschoss | 09250937 |
|                                         | Wohnhaus mit zwei Ladeneinbauten, in geschlossener Bebauung | Seminarstraße 4 (Karte)                                 | Um 1895/1900 | Baugeschichtlich und städtebaulich von Bedeutung, symmetrische Fassadengestaltung, Putzquaderung im Erdgeschoss, Mittel- und Seitenbetonung durch Dreiecksgiebel über Fenstern im ersten Obergeschoss sowie durch Bekrönung von drei Giebelfenstern (mit Dreiecksgiebeln und Voluten) | 09250945 |
|                                         | Wohnhaus in geschlossener Bebauung | Seminarstraße 5 (Karte)                                 | Um 1890 | Baugeschichtlich von Bedeutung, zweifacher Sims über Erdgeschoss, Mittelbetonung durch Fensterbekrönung mit Dreiecksgiebel und Zwillingsfenster im Dach, reliefierte Stützen unter Dachsims | 09250938 |
|                                         | Wohnhaus mit zwei Ladeneinbauten, in geschlossener Bebauung | Seminarstraße 6 (Karte)                                 | Um 1880/1890 | Baugeschichtlich und städtebaulich von Bedeutung, symmetrische Fassadengestaltung, Mittelbetonung durch originale Eingangstür, Fensterbekrönung durch Dreiecksgiebel (mittleres Fenster, erstes Obergeschoss), im ersten und zweiten Obergeschoss originale Fensterverblendungen | 09250944 |
|                                         | Doppelwohnhaus in geschlossener Bebauung | Seminarstraße 7, 9 (Karte)                              | Um 1890 | Baugeschichtlich und städtebaulich von Bedeutung, roter Klinkerbau, Putzquaderung im Erdgeschoss, Mittelbetonung durch muschelförmigen Rundgiebel, Seitenbetonung durch Dreiecksgiebel (Nummer 7 gebrochener Dreiecksgiebel mit Schlussstein), muschelförmige Rundbögen über Sims (Erdgeschoss) | 09250939 |
| Direkt Bild zu diesem Denkmal hochladen | Mietshaus in geschlossener Bebauung | Seminarstraße 10 (Karte)                                | Um 1900 | Baugeschichtlich und straßenbildprägend von Bedeutung, mit angeschrägter Ecke, Eckbetonung durch starke Reliefornamentik, Fensterbekrönung, stand bis 2002 auch unter „Goschwitzstraße 14“ in der Denkmalliste | 09250650 |
|                                         | Wohnhaus mit Ladeneinbau, in geschlossener Bebauung | Seminarstraße 11 (Karte)                                | Um 1900 | Baugeschichtlich von Bedeutung, einfache Fassadengliederung, Seitenbetonung durch Zwillingsfenster, Eingangstür mit Oberlicht (Rundbogen), originale Gewände | 09250940 |
|                                         | Wohnhaus in Ecklage und in geschlossener Bebauung | Seminarstraße 13 (Karte)                                | Um 1900 | Baugeschichtlich und straßenbildprägend von Bedeutung, Eckbetonung durch Erker (mit Säulen verziert) und leicht hervorkragenden Baukörper sowie ausgebautes Dachgeschoss, originales Balkongeländer über Erker | 09250941 |
| Direkt Bild zu diesem Denkmal hochladen | Wohnhaus | Seminarstraße 19 (Karte)                                | Um 1800 | Architekturgeschichtliches Zeugnis, wissenschaftlich-dokumentarischer Wert, baugeschichtlich und stadtgeschichtlich bedeutend, zweigeschossig, mit symmetrischer Gliederung der Achsen, Mansarddach und gartenseitig vorgezogenem Mittelteil, gehört stilistisch in die Reihe der Gartenhäuser, Schleppgaupen im Mansarddach, heute Sitz der evangelischen Gemeindediakonie | 09251467 |
|                                         | Villa, Nebengebäude, Villengarten (Gartendenkmal) mit Springbrunnen und Gartenvase aus Bronze sowie originale Garteneinfriedung | Seminarstraße 25 (Karte)                                | Um 1870 (Villa); um 1900 (Gartenvase); 2. Hälfte 19. Jahrhundert (Villengarten/Landhausgarten)                                                                   | Baugeschichtlich und landschaftsgestaltend von Bedeutung, in Nebengebäuden heute Kopie-Shop und Buchbinderei, Villa mit seitlich gelagertem Turm, Balkons, Gliederung durch Fensterbekrönungen, Simse, Friese, ovale Fenster im Mansarddach, Steinbrüstungen, Putzornamentik, originale Fenster und Glasfenster mit Losungen. | 09250794 |
| Direkt Bild zu diesem Denkmal hochladen | Wohnhaus in geschlossener Bebauung | Siebergasse 4 (Karte)                                   | Im Kern nach 1600 | Baugeschichtlich von Bedeutung, Portal mit Schlussstein, im Erdgeschoss gewölbte Fenster, Oberlicht | 09251119 |
|                                         | Wohnhaus in geschlossener Bebauung | Siebergasse 5 (Karte)                                   | Im Kern nach 1600 | Baugeschichtlich von Bedeutung | 09251118 |
|                                         | Mietshaus in Ecklage | Spreegasse 1 (Karte)                                    | 1910/1912 | Städtebaulich und straßenbildprägend von Bedeutung | 09250819 |
|                                         | Giebelhaus / Wohnhaus mit Ladeneinbau, in geschlossener Bebauung | Spreegasse 3 (Karte)                                    | 1700 | Baugeschichtlich und hausgeschichtlich von Bedeutung, Krüppelwalmdach | 09250820 |
|                                         | Giebelhaus / Wohnhaus in geschlossener Bebauung | Spreegasse 5 (Karte)                                    | 1700 | Baugeschichtlich und hausgeschichtlich von Bedeutung, Krüppelwalmdach | 09250821 |
|                                         | Giebelhaus / Wohnhaus in geschlossener Bebauung | Spreegasse 7 (Karte)                                    | 1700 | Baugeschichtlich und hausgeschichtlich von Bedeutung, Krüppelwalmdach | 09250822 |
|                                         | Giebelhaus / Wohnhaus in geschlossener Bebauung | Spreegasse 9 (Karte)                                    | Um 1820 | Baugeschichtlich und hausgeschichtlich von Bedeutung, mit spitzem Dach | 09250823 |
|                                         | Giebelhaus / Ehemaliges Wohnhaus mit Werkstatt sowie Stützmauern und Treppen auf dem Grundstück (Verbindung zum Schützenplatz) | Spreegasse 11 (Karte)                                   | 1700 | Baugeschichtlich, hausgeschichtlich und städtebaulich von Bedeutung, Seitenbetonung durch spitzen Giebel, Mauern und Treppen aus Granit-Bruchstein | 09250824 |
|                                         | Wohnhaus mit Ladenzone, in halboffener Bebauung, mit Stilelementen der Neogotik und des Jugendstils | Steinstraße 7 (Karte)                                   | Bezeichnet mit 1902 | Baugeschichtlich und städtebaulich von Bedeutung, starke Putzornamentierung und -reliefierung, Betonung der Ecke durch Eingang sowie darüberliegenden Eckerker und Turm, Dach und Fenster original, spätere Veränderung des Ladens | 09250760 |
|                                         | Wohnhaus mit Ladeneinbau, in halboffener Bebauung | Steinstraße 11 (Karte)                                  | Um 1905/1910 | Baugeschichtlich und straßenbildprägend von Bedeutung, Betonung der Ecke durch Turm und Balkon mit originalem Geländer, seitlich durch Giebel bekrönt, Medaillonfelder, Putzgliederung, Buchhandlung Rudolf und Reingard Kretschmar | 09250761 |
|                                         | Wohnhaus in geschlossener Bebauung | Steinstraße 12 (Karte)                                  | 1870/1880 | Baugeschichtlich von Bedeutung, mit Putzgliederung | 09250784 |
|                                         | Wohn- und Geschäftshaus in geschlossener Bebauung | Steinstraße 13 (Karte)                                  | Bezeichnet mit 1908 | Baugeschichtlich von Bedeutung, Betonung durch seitlichen Erker, Mansardgeschoss und Eingang | 09250762 |
|                                         | Hotel „Stadt Bautzen“ in geschlossener Bebauung | Steinstraße 15 (Karte)                                  | Um 1900 | Baugeschichtlich und ortsgeschichtlich von Bedeutung, Seiten leicht hervorkragend, Mittelteil leicht zurückstehend, Seitenbetonung durch große Portale und kleine ovale Fenster, Erdgeschoss: Rund-Form der Fenster und Portale, erstes Obergeschoss: Betonung des mittleren Fensters durch Balkon und Fahnenhalterung, Zinnenfries | 09250109 |
|                                         | Portalanlage und schmiedeeisernes Jugendstiltor | Steinstraße 16 (Karte)                                  | 1905/1910 | Künstlerisch von Bedeutung | 09250785 |
|                                         | Wohnhaus mit Ladenzone, in geschlossener Bebauung | Steinstraße 19 (Karte)                                  | Bezeichnet mit 1911 | Baugeschichtlich von Bedeutung, bezeichnet mit „1911 – AP“, unregelmäßiger Baukörper, über Geschäft leicht vorgewölbt, durch Achsen gegliedert, seitlicher Eingang, Putzornamentierung | 09250763 |
|                                         | Wohnhaus mit Ladeneinbau, in geschlossener Bebauung | Steinstraße 19a (Karte)                                 | Um 1910 | Baugeschichtlich von Bedeutung, im Erdgeschoss: „Gastmahl des Meeres“, auf Mittelrisalit segmentbogiger Erker, Blumenkasten, Balkenköpfe | 09250764 |
|                                         | Wohnhaus mit Ladeneinbau, in geschlossener Bebauung | Steinstraße 22 (Karte)                                  | 1890/1895 | Baugeschichtlich von Bedeutung, Betonung der Mitte durch Fensterbekrönung im ersten Obergeschoss | 09250786 |
|                                         | Wohnhaus mit Ladeneinbau, in geschlossener Bebauung (Fleischerei Schenk) | Steinstraße 23 (Karte)                                  | Bezeichnet mit 1908 | Baugeschichtlich von Bedeutung, Betonung der Seite durch Giebel (mit Datierung und Fruchtgehänge), Putzornamentierung | 09250765 |
|                                         | Mietshaus mit Ladenzone, in geschlossener Bebauung | Steinstraße 24 (Karte)                                  | 1890/1895 | Baugeschichtlich von Bedeutung, Betonung der Mitte durch Fensterbekrönung (Dreiecksgiebel, geschweifter Giebel mit Akroterion, muschelförmiger Giebel), originale Tür | 09250787 |
|                                         | Mietshaus mit Laden, in geschlossener Bebauung | Steinstraße 26 (Karte)                                  | 1890/1895 | Baugeschichtlich von Bedeutung, asymmetrischer Bau, Seitenbetonung durch Portale und darüberliegende Fensterbekrönungen, Mittelteil ebenso betont | 09250788 |
|                                         | Mietshaus mit Ladenzone, in halboffener Bebauung | Steinstraße 34 (Karte)                                  | Um 1905/1910 | Baugeschichtlich und städtebaulich von Bedeutung, Putzgliederung, Seitenbetonung durch geschweiften Giebel, über Fenster im zweiten Obergeschoss Giebel mit reicher Putzgliederung, im Mittelteil Zwillingsfenster, Toreingang | 09250730 |
| Weitere Bilder                          | Turnhalle in offener Bebauung | Steinstraße 37 (Karte)                                  | 1869 | Ortsgeschichtlich von Bedeutung, symmetrischer Baukörper, große, rundbogige Fenster im Mittelteil, hervorkragende Seitenflügel | 09250768 |
|                                         | Mietshaus in geschlossener Bebauung | Steinstraße 45 (Karte)                                  | Um 1900/1905 | Baugeschichtlich und städtebaulich von Bedeutung, Betonung der Mitte durch Erker und Putzreliefierung sowie stark reliefierten Dreiecksgiebel, über Eingangstür ovales Fenster | 09250769 |
|                                         | Wohnhaus in ehemals geschlossener Bebauung | Taschenberg 3 (Karte)                                   | 1792 | Spätbarockes Wohnhaus, baugeschichtlich von Bedeutung | 09250224 |
| Direkt Bild zu diesem Denkmal hochladen | Gartenhaus | Taschenberg 4 (Karte)                                   | Um 1800 | Architekturgeschichtlich wichtiges Zeugnis, hoher Authentizitätsgrad, baugeschichtlich und städtebaulich von Bedeutung, biedermeierlicher Bau innerhalb eines Gärtnereigrundstücks an der äußeren Stadtmauer gelegen, zweigeschossig auf schiefwinkligem Grundriss, auf jeder Seite mit drei Fenstern, Mansarddach mit Fledermausgaupen nach allen Seiten, reichgesprosste Fenster, Dachdeckung mit Biberschwänzen in Doppeldeckung, nach Aussage des Bewohners war Gebäude früher Gartenhaus eines Offiziers der Stadtwache | 09251462 |
|                                         | Wohnhaus in geschlossener Bebauung | Taschenberg 5 (Karte)                                   | 1798 bezeichnet mit an Dachbalken | Spätbarockes Wohnhaus, baugeschichtlich von Bedeutung, Fassade mit betonter Mitte | 09250226 |
|                                         | Wohnhaus in halboffener Bebauung | Taschenberg 7 (Karte)                                   | 1816 | Schlicht gestaltet Putzfassade des 19. Jahrhunderts, baugeschichtlich von Bedeutung, ursprünglich reicherer Fassadenschmuck (heute geglättet) | 09250227 |
|                                         | Wohnhaus in offener Bebauung | Taschenberg 9 (Karte)                                   | Nach 1840 | Mittelrisalit mit Rundbogenfenstern, baugeschichtlich von Bedeutung, repräsentatives klassizistisches Wohnhaus, palaisartig mit aufwändiger Fassadengestaltung | 09250228 |
|                                         | Wohnhaus in offener Bebauung | Taschenberg 10 (Karte)                                  | Nach 1840 | Fassade mit Stilelementen der Neorenaissance, baugeschichtlich von Bedeutung, repräsentatives klassizistisches Wohnhaus, palaisartig mit aufwendiger Fassadengestaltung | 09250229 |
|                                         | Wohnhaus in offener Bebauung | Taschenberg 11 (Karte)                                  | Nach 1840 | Reich gegliederte Fassade mit Stilelementen der Neorenaissance, baugeschichtlich und straßenbildprägend von Bedeutung, repräsentatives klassizistisches Wohnhaus, palaisartig mit aufwändiger Fassadengestaltung und seitlichen Turmaufsätzen | 09250230 |
| Direkt Bild zu diesem Denkmal hochladen | Doppelwohnhaus mit ehemaligen Ladeneinbauten, in Ecklage und in geschlossener Bebauung | Theatergasse 6 (Karte)                                  | Um 1900 | Baugeschichtlich und städtebaulich von Bedeutung, Betonung des Eingangsbereiches, Zwillingsfenster, über Fenstern Rundbogen mit Eselsrücken, Fenster im Dachgeschoss abwechselnd mit Kugel bekrönt, Putzquaderung im Erdgeschoss | 09250932 |
| Direkt Bild zu diesem Denkmal hochladen | Wohnhaus in Ecklage und in geschlossener Bebauung | Theatergasse 8 (Karte)                                  | Um 1910 | Baugeschichtlich von Bedeutung, mit Eckerker und zwei übereinanderliegenden Balkons, Seite mit Dreiecksgiebel | 09250931 |
|                                         | Wohnhaus in halboffener Bebauung | Töpferstraße 2 (Karte)                                  | Um 1780 | Baugeschichtlich von Bedeutung, symmetrischer Bau, mit großem, korbbogigen Eingangsportal (Schlussstein), Kreuzgratgewölbe | 09250782 |
| Direkt Bild zu diesem Denkmal hochladen | Wohnhaus mit Sgraffito und Inschrift an der Fassade | Töpferstraße 5 (Karte)                                  | Um 1620 (Eohnhaus); 1950 (Sgraffito) | Schlichtes zweigeschossiges Wohnhaus, ehemals mit Bäckerei im Erdgeschoss, mit 1950 von Alfred Herzog geschaffenen Sgraffito an der straßenseitigen Fassade, bauliche, städtebauliche und künstlerische Bedeutung | 09307338 |
|                                         | Wohnhaus mit Ladeneinbau, in geschlossener Bebauung, Tordurchfahrt und -gewölbe sowie Teil des Hintergebäudes | Töpferstraße 11 (Karte)                                 | 18. Jahrhundert | Baugeschichtlich von Bedeutung | 09250747 |
| Weitere Bilder                          | Skulptur eines liegenden Frauenaktes | Töpferstraße 19 (vor) (Karte)                           | 4. Viertel 20. Jahrhundert | Künstlerisch bedeutend. Granitskulptur des in Bautzen lebenden Künstlers Miroslav Klimes. Liegender Frauenakt auf einer in den Rasen eingelassenen, rechteckigen Granitplatte. Kompositionell ergibt sich eine V-Form aus weit zurückgelehntem Oberkörper (Arme hinter dem Kopf verschränkt) und angewinkelten Beinen. Volumina der einzelnen Körperteile additiv aneinander gereiht. Beine im Vergleich zum Oberkörper überdimensioniert. Durch den Verzicht auf naturalistische Wiedergabe, Überproportionierung und unbearbeitete Partien erreicht Klimes einen hohen Abstraktionsgrad. Ein kompositionell ähnlich angelegtes Werk des Künstlers ist die „Sitzende“ am Neustädter Ufer in Dresden (1985/1986 aufgestellt). Auch dieser Frauenakt winkelt die Beine im Sitzen an, während er den Oberkörper gleichzeitig zurücklehnt. Unterschiede ergeben sich allerdings in der Darstellungsweise: Die Sitzende nämlich stellt eine zeitgenössische, moderne Interpretation einer Barockskulptur dar, wodurch sie im Vergleich mit dem Bautzener Frauenakt ungleich naturalistischer dargestellt ist. Die Bedeutung des von Miroslav Klimes geschaffenen, liegenden Frauenakts ergibt sich aus seiner künstlerischen Qualität. Das Werk dokumentiert anschaulich die Weiterentwicklung der um die Wende zum 20. Jahrhundert eingeleiteten Loslösung vom Gegenstand. | 09305374 |
|                                         | Reste eines Wohnhauses (Umfassungsmauern Erdgeschoss und erstes Obergeschoss) mit Segment eines Renaissance-Rundbogens, in Ecklage und halboffener Bebauung | Töpferstraße 32 (Karte)                                 | 16. Jahrhundert | Baugeschichtlich von Bedeutung | 09250778 |
| Weitere Bilder                          | Wohnhaus mit originaler Einfriedung | Töpferstraße 34 (Karte)                                 | 18. Jahrhundert | Palaisartiger Barockbau, baugeschichtlich und baukünstlerisch von Bedeutung, dreiachsiger Mittelrisalit, Portalanlage | 09250777 |
|                                         | Gartenhaus | Töpferstraße 35 (Karte)                                 | Um 1770 | Architekturgeschichtlich wichtiges Zeugnis, hoher Authentizitätsgrad, baugeschichtlich und städtebaulich von Bedeutung. Biedermeierlicher Bau an der Stadtmauer, noch barock anmutend, zweigeschossiges Gebäude auf achteckigem Grundriss mit feinsprossig gegliederten Fenstern, gebrochenem Dach mit Mansardenausbau. Von den Anlagen am Stadtwall aus nicht sichtbares Untergeschoss zum Garten hin als Laube in breitem Bogen geöffnet, oben ein Zimmer mit Nebenraum, Dachdeckung mit Biberschwänzen in Doppeldeckung, vier Fensterachsen hofseitig und zur Wallanlage, dort hölzerne Fensterläden, Symmetrie. | 09251461 |
| Weitere Bilder                          | Wohnhaus mit Ladeneinbau und zwei Torpfeilern einer Toreinfahrt | Töpferstraße 36 (Karte)                                 | 1780 | Baugeschichtlich von Bedeutung, spätbarockes Bürgerhaus, früher Sommeraufenthalt der geistlichen Herren, heute als Wohnung und zu gewerblichen Zwecken genutzt, symmetrischer Bau mit Anbau, Betonung des Mittelteils durch Pilaster, Dreiecksgiebel (19. Jahrhundert) und seitlich zurückstehende Bauteile, im Obergeschoss Saal mit ehemaliger Stuckdecke, ehemaligem Laubengang und Springbrunnen, Türklinken zum Teil original, Eingangstür, an der Giebelseite des Gebäudes Wandnische, seitlich angelegte Toreinfahrt mit bedachten Torpfeilern | 09250775 |
|                                         | Nebengebäude | Töpferstraße 36a (Karte)                                | Anfang 19. Jahrhundert | Sozialgeschichtlich von Bedeutung, zu Haus Töpferstraße 36 gehörend, Eingang von der Gartenseite | 09250776 |
| Weitere Bilder                          | Originale Einfriedung mit Portal | Töpferstraße 38 (Karte)                                 | 17. oder 18. Jahrhundert | Gehörte ursprünglich zum domstiftlichen Vorwerk, siehe auch Töpferstraße 40, Objekt 09250774 und Holzmarkt 7, Objekt 09250773, bau,- ortsgeschichtlich und straßenbildprägend von Bedeutung, Bekrönung (Amphoren) auf Pfeilern | 09250004 |
| Weitere Bilder                          | Ehemaliges Domstiftliches Vorwerk mit Torhaus und großer Scheune (an der Töpferstraße) sowie Fachwerk-Wohnhaus im Hof | Töpferstraße 40 (Karte)                                 | 17. Jahrhundert (Vorwerk); um 1850 (Torhaus); 19. Jahrhundert (Scheunen Holzmarktseite und Töpferstraße); Ende 18. Jahrhundert/Anfang 19. Jahrhundert (Wohnhaus) | Bau,- orts- und regionalgeschichtlich von Bedeutung. Abbruchgenehmigung für Scheunengebäude am Holzmarkt, Töpferstraße 40, vom 15. September 2009, Abriss erfolgt. Siehe auch Holzmarkt 7, Objekt 09250773 und Töpferstraße 38, Objekt 09250004. | 09250774 |
|                                         | Wohnhaus in geschlossener Bebauung mit originalem Tor und Holzpflaster in der Einfahrt | Töpferstraße 41 (Karte)                                 | Um 1910 | Baugeschichtlich von Bedeutung, Mittelbetonung durch Erker, Erdgeschoss mit Putzquaderung, Reste der Putzreliefierung, Reste originaler Fensterverblendung, Wand- und Deckenmalerei im Treppenhaus | 09250015 |
|                                         | Gebr. Paulinus-Schmiede im Hinterhof mit Erweiterungsbau | Töpferstraße 41a (Karte)                                | Bezeichnet mit 1896 | Technikgeschichtlich von Bedeutung, Gebäude war Keimzelle der Schneidemaschinenproduktion | 09250026 |
|                                         | Wohn- und Geschäftshaus in Ecklage und in geschlossener Bebauung | Tuchmacherstraße 2 (Karte)                              | Bezeichnet mit 1911 | Baugeschichtlich und städtebaulich von Bedeutung, Betonung der Ecklage durch seitliche Erker, dazwischen Balkons, Dachausbau, zweifarbige Putzgliederung, originale Tür und Geländer im Innenhaus | 09250636 |
|                                         | Wohnhaus mit Ladenzone, in geschlossener Bebauung | Tuchmacherstraße 4 (Karte)                              | Um 1910 | Baugeschichtlich und städtebaulich von Bedeutung, Seitenbetonung, Putzgliederung, Giebel | 09250663 |
|                                         | Wohnhaus in geschlossener Bebauung | Tuchmacherstraße 6 (Karte)                              | Um 1880 | Baugeschichtlich und städtebaulich von Bedeutung, symmetrische Bauweise, einfache Putzgliederung | 09250664 |
|                                         | Wohnhaus in geschlossener Bebauung | Tuchmacherstraße 8 (Karte)                              | Um 1895 | Baugeschichtlich und städtebaulich von Bedeutung, Fensterbekrönung | 09250665 |
|                                         | Wohnhaus mit Ladenzone in geschlossener Bebauung | Tuchmacherstraße 10 (Karte)                             | Um 1895 | Baugeschichtlich und städtebaulich von Bedeutung, symmetrische Fassadengestaltung, Dachfenster, Putzgliederung, Seitenbetonung durch Putzreliefierung | 09250666 |
|                                         | Wohnhaus mit Ladenzone, in geschlossener Bebauung | Tuchmacherstraße 11 (Karte)                             | Um 1895 | Baugeschichtlich und städtebaulich von Bedeutung, Mittelbetonung durch Tür und Türbekrönung, Putzreliefierung, Dachgiebel, früher: Handschuhgeschäft | 09250667 |
|                                         | Wohnhaus mit Ladenzone, in geschlossener Bebauung | Tuchmacherstraße 13 (Karte)                             | Um 1895 | Baugeschichtlich und städtebaulich von Bedeutung, im ersten Obergeschoss symmetrische Fassadengestaltung, Fensterbekrönung, Putzgliederung | 09250668 |
|                                         | Wohnhaus in Ecklage und in geschlossener Bebauung | Tuchmacherstraße 21 (Karte)                             | Um 1895 | Baugeschichtlich und städtebaulich von Bedeutung, erkerartiger Vorbau, Putzreliefierung | 09250670 |
|                                         | Wohnhaus mit Toreinfahrt und Ladenzone | Tuchmacherstraße 22 (Karte)                             | Um 1900 | Baugeschichtlich und städtebaulich von Bedeutung, Seitenbetonung durch Giebel und Erker | 09250672 |
|                                         | Wohnhaus in Ecklage und in geschlossener Bebauung | Tuchmacherstraße 23 (Karte)                             | Um 1895 | Baugeschichtlich und städtebaulich von Bedeutung, Erker | 09250671 |
|                                         | Wohnhaus in geschlossener Bebauung | Tuchmacherstraße 25 (Karte)                             | Um 1905 | Mit aufwendiger Ladenfront, seitlichem Erker über erstem und zweitem Obergeschoss und Putzdekor, baugeschichtlich und städtebaulich von Bedeutung, Mittelbetonung durch erkerartigen Vorbau, Putzgliederung | 09250673 |
|                                         | Domowina Verlagshaus in Ecklage und in geschlossener Bebauung | Tuchmacherstraße 27 (Karte)                             | Um 1885/1890 | Baugeschichtlich und ortsgeschichtlich von Bedeutung, roter Klinkerbau mit Eckerker, Horizontalbetonung durch Fries, Formziegel, Sitz des Domowina-Verlages | 09250675 |
|                                         | Mietshaus in Ecklage und in geschlossener Bebauung | Tuchmacherstraße 28 (Karte)                             | Um 1890/1895 | Baugeschichtlich und städtebaulich von Bedeutung, mit Eckerker, darüber Balkon (drittes Obergeschoss) und Türmchen, Tafel über Haustür: „Grüß Gott, Tritt ein! Bring Glück herein!“ | 09250676 |
|                                         | Mietshaus in Ecklage und in geschlossener Bebauung | Tuchmacherstraße 30 (Karte)                             | Bezeichnet mit 1896 | Baugeschichtlich und städtebaulich von Bedeutung, Doppelwohnhaus | 09250560 |
| Direkt Bild zu diesem Denkmal hochladen | Centraltheater, historischer Saalbau mit eingebautem Kino | Tuchmacherstraße 37 (Karte)                             | Um 1900 | Gebäude mit aufwändiger historisierender Fassade und zwei Eingängen, baugeschichtlich und ortsgeschichtlich von Bedeutung. Massiver Baukörper mit historisierender Fassade entlang der Lotzestraße mit gliedernden vertikalen Wandvorlagen (Lisenen), profilierten Fensterrahmungen und stuckierten Fensterbekrönungen über hochrechteckigen Bleiglasfenstern, darüber runde Farbglasfenster, im Inneren Emporen / Logen und historische Decke erhalten (Architekturfassung der 1920er Jahre). War ursprünglich um 1900 „Albert-Hof“, Concert- und Ballhaus. Wohnhaus kein Denkmal. | 09250729 |
|                                         | Wohnhaus in offener Bebauung | Tuchmacherstraße 42 (Karte)                             | Um 1890/1895 | Baugeschichtlich von Bedeutung, Mittelrisalit, reiche Fensterbekrönung | 09250699 |
|                                         | Ehemaliger Gasthof in halboffener Bebauung | Unterm Schloß 1 (Karte)                                 | Um 1880 | Baugeschichtlich und ortsgeschichtlich von Bedeutung, Natursteinsockel, zwei Eingänge | 09251110 |
|                                         | Wohnhaus in geschlossener Bebauung | Unterm Schloß 3 (Karte)                                 | Um 1850 | Baugeschichtlich von Bedeutung, Grundmauern des 14./15. Jahrhunderts, bauliche Veränderungen zwischen 1800/1850. Fensterläden im Erdgeschoss. Umfangreiche Umbau- und Sanierungsmaßnahmen, Dachausbau, Terrasse rückseitig mit Einschnitt ins Dach, neues vergrößertes Tor an Straßenfassade und Entfernung der Schlagläden. Objektbesichtigung am 13. Juli 2011 ergab, dass im Inneren zahlreiche Details und prägende Grundrissgliederungen erhalten geblieben sind. Objekt einvernehmlich mit Unterer Denkmalschutzbehörde als Kulturdenkmal beibehalten wegen städtebaulicher Bedeutung. | 09251111 |
|                                         | Ehemalige Lazarusmühle mit unterirdisch verlaufendem Mühlgraben | Unterm Schloß 6 (Karte)                                 | 2. Hälfte 18. Jahrhundert | Siehe auch Obj. 09253223, baugeschichtlich, ortsgeschichtlich und technikgeschichtlich von Bedeutung, desolates Gebäude, Krüppelwalmdach mit Fledermausgaupen, langgezogene Schleppgaupe, Biberschwanzdeckung, keine Technik vorhanden, zum Mühlgraben siehe Texteintrag Unterm Schloss 48 | 09251123 |
|                                         | Wohnhaus in halboffener Bebauung, mit Einfriedung | Unterm Schloß 8 (Karte)                                 | Um 1800 | Fachwerkbau, baugeschichtlich von Bedeutung | 09251124 |
| Weitere Bilder                          | Wohnhaus mit zweietagiger Brücke über den Mühlgraben zum Hintergebäude, in halboffener Bebauung | Unterm Schloß 10 (Karte)                                | Bezeichnet mit 1785 | Baugeschichtlich und straßenbildprägend von Bedeutung, mit Krüppelwalmdach, Portal mit Wappen im Schlussstein, dieser bezeichnet: „F. R. A. 1785“ | 09251125 |
|                                         | Wohnhaus mit Hintergebäude (über den Mühlgraben gebaut) und Bogenbrücke, in geschlossener Bebauung | Unterm Schloß 12 (Karte)                                | Bezeichnet mit 1775 (Wohnhaus); 1175 (Hausbrücke, bezeichnet im Türschlussstein)                                                                                 | Baugeschichtlich und technikgeschichtlich von Bedeutung. Das Hintergebäude des Wohnhauses (Datierung des Türschlusssteines 1775) steht auf einem Gewölbe über dem Mühlgraben und entspricht daher dem seltenen Typus einer Hausbrücke. Die Bauphasen des Mühlgrabens können bis ins 16. Jahrhundert zurückverfolgt werden. Der Mühlgraben verläuft anfangs größtenteils unterhalb des Pflasterbelags der Straße Unterm Schloß und tritt dann stellenweise zu Tage. 1996 sanierte die Firma Torkret den westlichen, größtenteils überwölbten Abschnitt des Mühlgrabens (Unterm Schloß 36–44 und 49–63). Dabei wurde Hohlräume des Bruchsteinmauerwerkes mittels Zementinjektionen verpresst und Ausbruchstellen mit Beton verfüllt. Die Gewölbebreite schwankt zwischen 4,50 und 4,80 m und entspricht damit der Spannweite des Gewölbes der Hausbrücke von etwa 5 m. | 09251126 |
|                                         | Treppenanlage, die vom Straßenzug Unterm Schloß zwischen und hinter der Wohnbebauung zur Ortenburg heraufführt | Unterm Schloß (bei Unterm Schloß 13 und 21) (Karte)     | 19. Jahrhundert | Teilweise als originale Granitstufen erhalten, baugeschichtlich und ortsgeschichtlich von Bedeutung, fast durchgängig Antrittsstufen in Granit original erhalten, Ausfüllung teilweise mit Ziegeln und Pflasterung, verschlungene Wegeführung, die Geläudeniveau aufnimmt | 09304582 |
| Direkt Bild zu diesem Denkmal hochladen | Wohnhaus | Unterm Schloß 15 (Karte)                                | Anfang 19. Jahrhundert | In Hanglage unterhalb der Ortenburg, baugeschichtlich von Bedeutung, zweigeschossiger kubischer Bau mit Walmdach, originale Fenster verloren | 09250519 |
|                                         | Wohnhaus in geschlossener Bebauung | Unterm Schloß 17 (Karte)                                | Bezeichnet mit 1822 | Baugeschichtlich und städtebaulich von Bedeutung, Seitenbetonung durch Portal mit Schlussstein, Bienenkorb und drei kleine Blumen als Fassadenschmuck | 09251104 |
|                                         | Wohnhaus in geschlossener Bebauung | Unterm Schloß 21 (Karte)                                | Um 1890 | Baugeschichtlich und städtebaulich von Bedeutung, Hauseingang mit gesonderter Oberlichtöffnung | 09251106 |
|                                         | Wohnhaus in geschlossener Bebauung | Unterm Schloß 27 (Karte)                                | Um 1500 | Baugeschichtlich von Bedeutung, Seitenbetonung durch Tür im Erdgeschoss, originaler Zustand | 09251128 |
|                                         | Wohnhaus in geschlossener Bebauung | Unterm Schloß 29 (Karte)                                | Um 1520 | Handtuchhaus, baugeschichtlich von Bedeutung, Portal mit Schlussstein | 09251130 |
|                                         | Wohnhaus in geschlossener Bebauung | Unterm Schloß 31 (Karte)                                | Anfang 16. Jahrhundert | Baugeschichtlich von Bedeutung, rechteckiges Gewände mit Oberlicht, Dachgaupe | 09251132 |
|                                         | Wohnhaus in geschlossener Bebauung, davon nur linker Teil | Unterm Schloß 33 (Karte)                                | Um 1750 | Baugeschichtlich von Bedeutung, Portal und Schlussstein. Von rechtem Teil des Hauses nur noch Fassade erhalten, nicht denkmalwürdig (Einvernehmen zu dieser Feststellung am 9. November 2009 hergestellt). | 09251134 |
|                                         | Wohnhaus in offener Bebauung | Unterm Schloß 40 (Karte)                                | Bezeichnet mit 1805 | Baugeschichtlich von Bedeutung, Mittelbetonung durch Eingangstür, eckiges Portal mit Schlussstein, Krüppelwalmdach, nach Sanierung sehr geglättet, ungünstige Farbgebung | 09251146 |
|                                         | Mühlgraben im Gebiet Unterm Schloß in seiner gesamten Ausdehnung (von Unterm Schloss 6 bis Unterm Schloss 48, siehe auch Obj. 09251123), teilweise überwölbt (Bruchstein, sehr desolat), einschließlich Überfallwehr mit Freifluter, Turbinenhaus mit Resten der Technik (Schachtturbine), Schützenanlage, Rundbogenaussteifungen im Bereich der früheren großen Mühle (oder Ratsmühle) sowie straßenbegleitende Einfriedungsmauer, dazu angrenzendes Gebäude des ehemaligen sogenannten Eselstalls | Unterm Schloß 48 (Karte)                                | Im Kern 16. Jahrhundert (Mühlgraben); Kern Mittelalter; in Tafel bezeichnet mit 1897 (Seitengebäude); um 1920 (Turbinenhaus)                                     | Ortsgeschichtlich, ortsbildprägend und technikgeschichtlich von Bedeutung, Mühlgraben insgesamt 400 m lang und 4 bis 4,5 m breit, offener Graben abschnittsweise (unterschiedliche Zeiträume) überwölbt und überbaut, überwölbter Straßenabschnitt des Mühlgrabens ist 1995 saniert worden, andere Abschnitte noch immer teilweise desolat. Touristische Erschließung prüfenswert, ehemaliger Stall bezeichnet mit 1897 in Granittafel, seit Flurstücksteilung 2007 abgetrenntes Objekt, aber ehemalig zum Komplex Große Mühle gehörig (jetzt Wohn- und Gewerbenutzung). | 09253223 |
|                                         | Wohnhaus in geschlossener Bebauung | Unterm Schloß 61 (Karte)                                | Ursprünglicher Bau um 1500 | Baugeschichtlich von Bedeutung, Mittelbetonung durch Eingangstür | 09251150 |
|                                         | Wohnhaus in halboffener Bebauung | Vor dem Gerbertor 1 (Karte)                             | Um 1800 | Baugeschichtlich und straßenbildprägend von Bedeutung, einfache Fassadengestaltung, Rundbögen über Eingangstür | 09250840 |
|                                         | Wohnhaus in Ecklage und in offener Bebauung | Vor dem Gerbertor 2 (Karte)                             | Um 1850 | Baugeschichtlich von Bedeutung, asymmetrischer Grundriss, erkerartiger Vorbau im Erdgeschoss mit vorgezogenem Dach und schmiedeeisernen Verzierungen, Mansarddach | 09250825 |
|                                         | Wohnhaus mit Ladeneinbau, in geschlossener Bebauung | Vor dem Gerbertor 5 (Karte)                             | Um 1870 | Baugeschichtlich von Bedeutung, mit zwei Eingängen, Betonung des Erdgeschosses durch Rundbögen | 09250839 |
|                                         | Wohnhaus mit Ladeneinbau, in Ecklage | Vor dem Schülertor 1 (Karte)                            | Um 1890 | Baugeschichtlich und städtebaulich von Bedeutung, Mittelbetonung durch Dreiecksgiebel und Rahmung des mittleren Fensters im ersten Obergeschoss, Holzerker in Ecklage im ersten Obergeschoss | 09250856 |
|                                         | Wohnhaus (ehemals Post) in Ecklage und in geschlossener Bebauung | Vor dem Schülertor 1a (Karte)                           | Bezeichnet mit 1914 | Baugeschichtlich und platzbildprägend von Bedeutung, Eckerker, originale Eingangstür, Portal über Haupteingang an der Ecke (Post), Dreiecksgiebel | 09250854 |
|                                         | Wohnhaus mit Ladeneinbau, in geschlossener Bebauung | Vor dem Schülertor 1b (Karte)                           | Um 1915 | Baugeschichtlich von Bedeutung, Dachausbau, Dreiecksgiebel, stand bis März 2008 irrtümlich unter Gerberstraße 1b in der Denkmalliste | 09250852 |
|                                         | Wohnhaus mit Ladeneinbau, in geschlossener Bebauung | Vor dem Schülertor 3 (Karte)                            | Um 1850 | Baugeschichtlich von Bedeutung, originale Türen und Fenster, im Erdgeschoss Fensterläden | 09250803 |
|                                         | Wohnhaus in halboffener Bebauung | Vor dem Schülertor 11 (Karte)                           | Um 1850 | Baugeschichtlich und platzbildprägend von Bedeutung, Putzquadratur | 09250802 |
|                                         | Wohnhaus mit Anbau, in offener Bebauung | Vor dem Schülertor 21 (Karte)                           | Um 1875/1880 | Historisierende Fassade von klassizistischer Wirkung, baugeschichtlich von Bedeutung, symmetrische Fassadengestaltung, Zinnenfries unter dem Dach | 09250800 |
|                                         | Wohnhaus in halboffener Bebauung | Vor dem Schülertor 23 (Karte)                           | Um 1870 | Historisierende Fassade von klassizistischer Wirkung, baugeschichtlich von Bedeutung, wehrgangähnlicher Wohntrakt mit Tor, reichgestalteter Zinnenfries unter dem Dach, Simse, Tür von zwei kannelierten Säulen gerahmt | 09250799 |
|                                         | Wohnhaus in offener Bebauung | Vor der Fischerpforte 2 (Karte)                         | 2. Hälfte 18. Jahrhundert | Baugeschichtlich und ortsbildprägend von Bedeutung. Natursteinsockel, überkragendes erstes Obergeschoss, Fledermausgaupe, erstes Obergeschoss verbrettert Der in Rede stehende Bau ist ein schlichtes zweigeschossiges Wohnhaus auf rechteckigem Grundriss, der sich mit dem Straßenniveau angepasstem Natursteinsockel, massivem Erdgeschoss und verbrettertem Obergeschoss sowie einem biberschwanzgedeckten Satteldach mit Fledermausgaupe insgesamt hinsichtlich herkömmlicher Kubatur und Proportionen weitgehend unverändert erhalten hat. Abgesehen vom den Denkmalwert begründenden baugeschichtlichen Wert besitzt das Gebäude vor allem eine ortsbildprägende Bedeutung als Bestandteil der Bebauung entlang des Straßenzuges Vor der Fischerpforte, der städtebaulich auch einen besonderen optischen Reiz im Zusammenhang mit der Wegeführung unterhalb der Kirche und der Stadtmauer entfaltet. Weiterhin ist dieser Straßenzug mitsamt seiner Bebauung auch stadtentwicklungsgeschichtlich von Interesse. | 09251488 |
|                                         | Wohnhaus in offener Bebauung | Vor der Fischerpforte 3 (Karte)                         | 2. Hälfte 18. Jahrhundert | Baugeschichtlich von Bedeutung, spitzes Dach, eine Giebelseite verbrettert | 09251489 |
|                                         | Wohnhaus in offener Bebauung | Vor der Fischerpforte 4 (Karte)                         | 17. Jahrhundert | Baugeschichtlich von Bedeutung, gewölbte Fassade, seitlich Stützpfeiler, geknickte Giebelfront, am Giebel Holzverkleidung | 09251485 |
| Weitere Bilder                          | Wohnhaus in offener Bebauung (Hexenhäusel) | Vor der Fischerpforte 6 (Karte)                         | 17. Jahrhundert | Baugeschichtlich, hausgeschichtlich und sozialgeschichtlich von Bedeutung, eines der ältesten erhaltenen Häuser der Stadt, asymmetrischer Grundriss, Natursteinsockel, Holzverkleidung, Spitzdach mit Schindelverkleidung | 09251163 |
| Weitere Bilder                          | Teile der äußeren Stadtmauer und ehemalige Wehrgänge (Einzeldenkmal zu ID-Nr. 09301008) | Wallstraße (Karte)                                      | 13./14./15. Jahrhundert | Einzeldenkmal der Sachgesamtheit Stadtbefestigung; Zeugnis der Fortifikation und deren teilweiser Umgestaltung zu öffentlichen Promenadenanlagen, geschichtlich und städtebaulich von Bedeutung. Mauer in Teilen, wenigstens aber in der Linienführung erhalten, ab Mitte 19. Jahrhundert Bereich von Wall und Graben zu öffentlichen Promenaden umgewandelt, eine erhalten gebliebene Zinne zwischen Post und Dr.-Ernst-Mucke-Straße, ab Mitte 19. Jahrhundert Bereich von Wall und Graben zu öffentlichen Promenaden umgewandelt. | 09250176 |
|                                         | Wohnhaus mit Laden, in Ecklage und in geschlossener Bebauung | Wendische Straße 1 (Karte)                              | Nach 1709 | Barockes Bürgerhaus, baugeschichtlich von Bedeutung, Mittelbetonung durch reiche Fensterbekrönung im ersten Obergeschoss | 09250867 |
|                                         | Wohnhaus mit Ladeneinbau, in geschlossener Bebauung | Wendische Straße 2 (Karte)                              | Um 1880 | Baugeschichtlich von Bedeutung, Betonung des ersten Obergeschosses durch Fensterbekrönung, originale Eingangstür | 09250887 |
|                                         | Wohnhaus mit Ladeneinbau, in geschlossener Bebauung | Wendische Straße 3 (Karte)                              | Um 1710 | Barockes Bürgerhaus, baugeschichtlich und baukünstlerisch von Bedeutung, Mittelbetonung durch reiche Bekrönung des mittleren Fensters, besonders im ersten Obergeschoss, leichtes Hervorkragen des mittleren Baukörpers, Pilasterabschlüsse | 09250868 |
|                                         | Wohnhaus mit Ladeneinbau, in geschlossener Bebauung | Wendische Straße 5 (Karte)                              | Um 1710 | Barockes Bürgerhaus, baugeschichtlich und baukünstlerisch von Bedeutung, Betonung des ersten Obergeschosses durch reiche Fensterbekrönung, Pilasterabschlüsse | 09250869 |
|                                         | Wohnhaus mit Laden und aufwendig gestalteter Fassade, in geschlossener Bebauung und Ecklage | Wendische Straße 6 (Karte)                              | Um 1710 | Baugeschichtlich und baukünstlerisch von Bedeutung, mit leicht gewölbter Fassade, Mittelbetonung durch Giebel und Putzreliefs im ersten Obergeschoss | 09250886 |
|                                         | Wohnhaus mit Ladeneinbau, in geschlossener Bebauung | Wendische Straße 7 (Karte)                              | Nach 1720 | Baugeschichtlich von Bedeutung, Mittelrisalit, weitere Betonung der Mitte durch Portal und bekrönte Fenster im ersten Obergeschoss, originale Eingangstür, Gewölbe | 09250870 |
| Weitere Bilder                          | Wohnhaus in geschlossener Bebauung mit Laden, Erkern und Putzdekoration | Wendische Straße 9 (Karte)                              | Im Kern eventuell 17. Jahrhundert | Baugeschichtlich von Bedeutung, Seitenbetonung durch Erker mit reicher Putzreliefierung (Wappen: bezeichnet mit „O.H.“ und mit 2 Löwen), Putzgliederung späteren Datums, Gewölbe | 09250871 |
|                                         | Wohnhaus mit Ladeneinbau, in geschlossener Bebauung | Wendische Straße 11 (Karte)                             | Um 1750 | Baugeschichtlich von Bedeutung, altes Dach | 09250872 |
|                                         | Wohnhaus mit Ladeneinbau, in geschlossener Bebauung | Wendische Straße 12 (Karte)                             | Nach 1720 | Barockes Wohnhaus, baugeschichtlich von Bedeutung, mit leicht gewölbter Fassade, Putzgliederung | 09250883 |
|                                         | Wohnhaus mit Ladeneinbau, in geschlossener Bebauung | Wendische Straße 13 (Karte)                             | Nach 1720 | Baugeschichtlich von Bedeutung, Mittelbetonung durch Zwillingsfenster, im zweiten Obergeschoss mit reicher Fensterbekrönung, Gewölbe | 09250873 |
|                                         | Wohnhaus mit Ladeneinbau, in geschlossener Bebauung | Wendische Straße 15 (Karte)                             | Nach 1720 | Baugeschichtlich und städtebaulich von Bedeutung, Mittelbetonung durch Rundgiebel und Putzquaderung im ersten Obergeschoss, großes Portal | 09250874 |
|                                         | Wohnhaus mit Ladeneinbau, in geschlossener Bebauung | Wendische Straße 16 (Karte)                             | Um 1710 | Barockes Wohnhaus, baugeschichtlich von Bedeutung, langgezogene Dachgaupe, originale Fenster im zweiten Obergeschoss | 09250881 |
| Weitere Bilder                          | Wohnhaus mit Ladeneinbau (an beiden Seiten der originalen Eingangstür), in geschlossener Bebauung | Wendische Straße 18 (Karte)                             | Um 1720 | Barockes Wohnhaus mit Ladeneinbau an beiden Seiten der originalen Eingangstür, baugeschichtlich und städtebaulich von Bedeutung, Horizontalbetonung durch Sims, zwei Etagen | 09250880 |
|                                         | Wohnhaus in geschlossener Bebauung | Wendische Straße 20 (Karte)                             | Nach 1740 | Barockes Wohnhaus, baugeschichtlich und städtebaulich von Bedeutung, einfache Putzgliederung, originale Fenster im zweiten Obergeschoss, originale Eingangstür mit Portal | 09250879 |
|                                         | Schule in offener Bebauung (Berufliches Schulzentrum) | Wendischer Graben 1 (Karte)                             | Um 1836 | Klassizistischer Baukörper, baugeschichtlich und ortsgeschichtlich von Bedeutung, Bau mit vorgezogenem Mittelteil, symmetrischer Grundriss, Betonung des Dreiecksgiebels durch Zinnenfries und rundes Fenster, Gliederung durch Simse, Betonung des zweiten Obergeschosses durch rundbogige Fenster, breites Portal | 09250989 |
| Weitere Bilder                          | Semper-Kaserne mit hohen Granit-Befestigungsmauern als straßenbegleitender Mauerzug und Mauer sowie zwei Treppen im Grundstück | Wendischer Graben 3 (Karte)                             | 1844 | Baugeschichtlich, ortsgeschichtlich und straßenbildprägend von Bedeutung, 1844 wurde der Wendische Turm als Eckpfeiler in die von Gottfried Semper errichtete „Alte Kaserne“ einbezogen, heute Verwaltungsgebäude, Tudorgotik, Treppenaufgang, durch diesen umfangreichen Bau verschwand der Nordostabschnitt der Stadtmauer mitsamt der Bastei am Gickelsberg | 09250877 |
| Weitere Bilder                          | Wendischer Turm des 1834 abgebrochenen Wendischen Tores (Einzeldenkmal zu ID-Nr. 09301008) | Wendischer Graben 3 (Karte)                             | 1492; 1566 (Aufsatz Wächterstube) | Einzeldenkmal der Sachgesamtheit Stadtbefestigung; stadtbildprägend, ortsgeschichtlich und baugeschichtlich von Bedeutung, 1842–1844 von Gottfried Semper in die neugotische Kaserne integriert | 09250875 |
|                                         | Wohnhaus in geschlossener Bebauung | Wendischer Graben 30 (Karte)                            | Um 1895 | Baugeschichtlich von Bedeutung, Mittelbetonung durch Giebel, angesetztes Dach über Eingang | 09250758 |
|                                         | Wohnhaus mit Laden, in Ecklage und in geschlossener Bebauung (ehemalige Armenschule) | Wendischer Graben 34 (Karte)                            | Bezeichnet mit 1783 | Baugeschichtlich, ortsgeschichtlich und straßenbildprägend von Bedeutung, Eckerker, geschweifter Giebel, bekrönt durch Amphore, originale Tür. Stand bis 2002 auch unter „Wendischer Graben 32“ in der Denkmalliste. | 09250756 |
| Weitere Bilder                          | Alte Wasserkunst mit Wehrgang, Wehr und Graben sowie erhaltener Technik (Einzeldenkmal zu ID-Nr. 09301008) | Wendischer Kirchhof 2 (Karte)                           | Nach 1558 | Einzeldenkmal der Sachgesamtheit Stadtbefestigung; stadtbildprägend, ortsgeschichtlich, baugeschichtlich und technikgeschichtlich von Bedeutung. Nach 1558 von Wenzel Röhrscheidt d. Ä. zur Wasserversorgung und Verteidigung errichtet, viereckiges Untergeschoss mit Wehrgang, siebengeschossiger, sich verjüngender Rundturm, Abschluss mit Brüstung und Helm, Obergeschosse als Technisches Museum genutzt (Schauanlage). | 09251001 |
| Weitere Bilder                          | Mühltor als Zugang zur großen städtischen Mühle im Spreetal (Einzeldenkmal zu ID-Nr. 09301008) | Wendischer Kirchhof 3 (Karte)                           | 1500 | Einzeldenkmal der Sachgesamtheit Stadtbefestigung; ortsgeschichtlich und baugeschichtlich von Bedeutung, an der Stadtbefestigung gelegenes Torhaus | 09251002 |
| Weitere Bilder                          | Michaeliskirche | Wendischer Kirchhof 4 (Karte)                           | Nach 1450, bis 17. Jahrhundert | Gotische Hallenkirche mit eingezogenem gestreckten Chor, baugeschichtlich und kunstgeschichtlich von Bedeutung. Kleine dreischiffige Hallenkirche, schlichtes Bruchsteinmauerwerk mit Strebepfeilern, Turm an Südseite des Chores, oben abschließend Wehrgang mit Rundbogenblenden und Helm (vermutlich erst 17. Jahrhundert), reiches Netzgewölbe mit Zwickelmalereien, Altar von 1693, Sandsteintaufe von Michael Schwenke, 1597. | 09251000 |
|                                         | Wohnhaus in geschlossener Bebauung | Ziegelstraße 8 (Karte)                                  | Um 1885/1890 | Baugeschichtlich und städtebaulich von Bedeutung, Dreigiebelhaus, dreigeschossiger Putzbau mit 5 Achsen, mittige Eingangstür, profilierte Fenstergewände, teilweise Winterfenster | 09300788 |
|                                         | Wohnhaus in Ecklage | Ziegelstraße 20 (Karte)                                 | Um 1905/1910 | Baugeschichtlich von Bedeutung, neogotisierender Stil, rückwärtig Holzveranda, Entlüftungsschacht, Vorhangbogen, Eselsrücken | 09250742 |

## Streichungen von der Denkmalliste
| Bild           | Bezeichnung                                                                                      | Lage                         | Datierung    | Beschreibung | ID       |
| -------------- | ------------------------------------------------------------------------------------------------ | ---------------------------- | ------------ | --- | -------- |
|                | Wohnhaus mit Ladeneinbau, in geschlossener Bebauung                                              | Steinstraße 25 (Karte)       | Um 1905/1910 | Baugeschichtlich von Bedeutung; nach 2014 von der Denkmalliste gestrichen | 09250766 |
| Weitere Bilder | Wohnhaus mit Tordurchfahrt (originales Torgewölbe) und Hintergebäuden, in geschlossener Bebauung | Töpferstraße 29 (Karte)      | Um 1840/1850 | Baugeschichtlich von Bedeutung, Horizontalbetonung durch Zinnenfries, Mittelbetonung durch Putzdarstellung, Winterfenster. Wohnhaus im Januar 2019 teilweise eingestürzt und im März 2019 größtenteils abgerissen. Hintergebäude bis spätestens 2022 vollständig abgerissen. | 09250746 |
|                | Wohnhaus mit Ladenzone, in geschlossener Bebauung                                                | Tuchmacherstraße 17 (Karte)  | Um 1900      | Sozialgeschichtlich von Bedeutung, Eisenverkleidung. Zwischen 2018 und 2024 aus der Denkmalliste gestrichen. | 09250669 |
|                | Wohnhaus in halboffener Bebauung                                                                 | Unterm Schloß 19 (Karte)     | Um 1830      | Baugeschichtlich und städtebaulich von Bedeutung; nach 2014 von der Denkmalliste gestrichen | 09251105 |
|                | Wohnhaus in geschlossener Bebauung                                                               | Unterm Schloß 49 (Karte)     | Um 1720      | Barockes Wohnhaus, baugeschichtlich von Bedeutung; nach 2014 von der Denkmalliste gestrichen | 09251142 |
|                | Wohnhaus (Einkehrhaus Johann Schulze)                                                            | Wendischer Graben 24 (Karte) | Um 1885      | Einstiges Gasthaus, ortsgeschichtlich von Bedeutung, einfache Putzgliederung, zwei Dachzwillingsfenster, Winterfenster, originale Tür. Zwischen 2018 und 2024 aus der Denkmalliste gestrichen.                                                                               | 09250759 |

## Tabellenlegende
- Bild: Bild des Kulturdenkmals, ggf. zusätzlich mit einem Link zu weiteren Fotos des Kulturdenkmals im Medienarchiv Wikimedia Commons. Wenn man auf das Kamerasymbol klickt, können Fotos zu Kulturdenkmalen aus dieser Liste hochgeladen werden:
- Bezeichnung: Denkmalgeschützte Objekte und ggf. Bauwerksname des Kulturdenkmals
- Lage: Straßenname und Hausnummer oder Flurstücknummer des Kulturdenkmals. Die Grundsortierung der Liste erfolgt nach dieser Adresse. Der Link (Karte) führt zu verschiedenen Kartendiensten mit der Position des Kulturdenkmals. Fehlt dieser Link, wurden die Koordinaten noch nicht eingetragen. Sind diese bekannt, können sie über ein Tool mit einer Kartenansicht einfach nachgetragen werden. In dieser Kartenansicht sind Kulturdenkmale ohne Koordinaten mit einem roten bzw. orangen Marker dargestellt und können durch Verschieben auf die richtige Position in der Karte mit Koordinaten versehen werden. Kulturdenkmale ohne Bild sind an einem blauen bzw. roten Marker erkennbar.
- Datierung: Baubeginn, Fertigstellung, Datum der Erstnennung oder grobe zeitliche Einordnung entsprechend des Eintrags in der sächsischen Denkmaldatenbank
- Beschreibung: Kurzcharakteristik des Kulturdenkmals entsprechend des Eintrags in der sächsischen Denkmaldatenbank, ggf. ergänzt durch die dort nur selten veröffentlichten Erfassungstexte oder zusätzliche Informationen
- ID: Vom Landesamt für Denkmalpflege Sachsen vergebene, das Kulturdenkmal eindeutig identifizierende Objekt-Nummer. Der Link führt zum PDF-Denkmaldokument des Landesamtes für Denkmalpflege Sachsen. Bei ehemaligen Kulturdenkmalen können die Objektnummern unbekannt sein und deshalb fehlen bzw. die Links von aus der Datenbank entfernten Objektnummern ins Leere führen. Ein ggf. vorhandenes Icon  führt zu den Angaben des Kulturdenkmals bei Wikidata.

## Ausführliche Denkmaltexte
1. ↑  Elektrizitätswerk Lotzestraße 15 (Rosenstraße 30):
Stadt Bautzen bis 1904 ohne öffentliche Elektrizitätsversorgung, 1904 Bau eines kleinen städtischen Kraftwerkes (1200 KW) in der Spreegasse, Aufbau eines Stadt- und Überlandnetzes, ab 1915 neben Eigenerzeugung auch Stromlieferung aus dem Großkraftwerk Hirschfelde (Elektrizitätswerke Oberlausitz, Zittau, ab 1917 Eigentum des sächsischen Staates). Dadurch preiswerte Stromlieferung und Personalersparnis für die Stadt. Anfang 1919 Verkauf des Kraftwerkes an die AG Vereinigte Papierfabriken Bautzen, Teilnutzung durch das Unternehmen. Durch Stromlieferungsengpässe aus Hirschfelde Zurückpachtung durch die Stadt bis 1921, Übergang zum reinen Fremdstrombezug. 1918–1925 Neubau des Umspannwerkes in der Rosenstraße (Fremdstromeinspeisung aus Hirschfelde), wenige Jahre später als veraltet bezeichnet, Kapazität durch stark gestiegenen Elektrizitätsbedarf ungenügend, wegen „ständige(r) Störungen im Stromnetz“, Sicherung durch zweite Zuleitung aus Hirschfelde notwendig, hierdurch auch Kapazitätsverdopplung des städtischen Elektrizitätswerkes vorgesehen. 1929/30 Neubau des zweiten Umspannwerkes in Rattwitz.
 1918/19 (26. August 1918 Baugenehmigung) Bau des Umformergebäudes, Massivbau mit allseitig neobarocker Lisenen- und Pilastergliederung, verputzt, mit Fensterachsen, großes Mansarddach mit Dachlüfter und Gaupenbändern, Krüppelwalm über südlich herausgezogenem Montageraum mit dreiachsig durchlaufendem Fensterband. 1925 (30. Juni 1925 Baugenehmigung) nördlicher Erweiterungsbau, massiv mit Walmdach, profilierte Fensterachsen an der Nord- und Westfassade mit Art-déco-Ornamentik. 1921 (25. Januar 1921 Baugenehmigung) Bau des Werkstatt- und Bürogebäudes, eingeschossiger Massivbau, verputzt, großes Mansarddach mit Krüppelwalm, an den Langseiten Gaupenbänder, Haupteingang mit Treppenanlage überdacht, Erdgeschoss mit Werkstatt, Garagen und Büro, im Obergeschoss Wohnungen. 1925/26 Bau der massiven Einfriedung mit einem Schuppen. Entwurf: Hochbauamt Bautzen: Stadtbaurat Göhre (?), Dr. Nagel (?).
 Nach Kriegsschäden 1945 bis 1948/49 Instandsetzung, 1952 Errichtung eines Pförtnerhauses. November 1998 Abbruchgenehmigung für das Werkstatt- und Bürogebäude sowie das Pförtnerhaus. 2002/03 massiver Umbau des Umspannwerkes und des Werkstatt- und Bürogebäudes zu einer Wohnanlage für altersbetreutes Wohnen.
2. ↑  Ruine der Nicolaikirche (Dehio – Handbuch der deutschen Kunstdenkmäler / Sachsen Band 1):
 Stimmungsvolle Ruine innerhalb eines Friedhofes am Nordrand der Stadtbefestigung. 1407 zusammen mit dem Friedhof gestiftet, 1444 geweiht, Chor 1467 eingewölbt. 1614 Turmerrichtung. 1620 als Bollwerk in die Stadtverteidigung einbezogen. Seit dem Stadtbrand 1634 Ruine, im Innenraum seit 1745 Grabstellen. Von dem spätgotischen Bruchsteinbau die Umfassungsmauern bis auf die Südwand erhalten, zweischiffige, dreijochige Halle, umstellt von Strebepfeilern, besonders ausgeprägt an der Nord- und Westwand durch integrierten, mit der Stadtmauer verbundenen Wehrgang. Eingezogener, gestreckter Chor mit 3/8-Schluss. An der Südseite des Chores das Untergeschoss des ehemaligen Turmes, umgestaltet als Friedhofskapelle. Im Innenraum der noch erhaltene Triumphbogen, gut erkennbare Gewölbeanfänger sowie einige Maßwerkfenster. An der Westwand neugotisches Sandsteingrabmal des Michael  Hornik († 1894) von Petschke, dreiteiliger Aufbau,  am  Sockel  sorbische Inschrift, über der als Zeichen des Kanonikus scholastikus dargestellten Stola in den beiden spitzbogigen Nischen die Apostel Cyrillus (links) und Methodius (rechts), darüber ein Kruzifix. An der Außenseite des Chores Relief mit betend kniendem Mönch, in seinen Händen Rosenkranz und Kruzifix, vermutlich 19. Jahrhundert. Vor der Südseite neugotisches Grabmal des Matthäus Kutschank († 1844) und des Jacobus Kutschank († 1898), in spitzbogiger Nische eine Madonna mit segnendem Jesuskind. Daneben das Grabmal von Franz Georg Lock  († 1831), mit Figur der Ecclesia in  einer rundbogigen Nische.
3. ↑  29 Grabmale an den Wänden und im Chor der Ruine der Nicolaikirche:
  - Grabmal Georgius Wuschanski, Dekan, gestorben 1905, Sarkophag mit Kruzifix
  - Grabmal Francisci Loebmann, Bischof, gestorben 1920, Sockel mit Relief: Mitra und Bischofsstab, über Inschriftentafel nischenförmiger Aufbau mit Christusfigur als Hirte
  - Grabmal Matthäus und Jacobus Kutschank, Bischof, gestorben 1898, konsolenartiger Sockel mit Mitra und Bischofsstab, darüber Nischenarchitektur mit Maria, die segnendes Christuskind im Arm hält
  - Grabmal Franz Georg Lock, Bischof, 19. Jahrhundert, konsolenartiger Sockel mit Mitra und Bischofsstab, darüber Nischenarchitektur mit weiblicher Figur, die in der Hand Kelch und Hostie und auf der Schulter Kreuz trägt (symbolisiert den Glauben)
  - Grabmal Freifrau Louise von der Goltz, gestorben 1894, neogotische Ornamentik, über der Inschrift bekröntes Wappen
  - Sandsteingrabmal Georgius Zieschank (?), stark angewittert
  - Ädikula, neogotisches Sandsteingrabmal, Joseph Hoffmann, gestorben 1878
  - Ädikula, stark angewittertes Sandsteingrabmal mit Giebelaufsatz, darin Relief mit Kelchund Hostie, 1856
  - zwei Kreuzgrabmale mit Kelch und Hostie, Paulus Kretschmer, gestorben 1947 und Josephus Neubner, gestorben 1953
  - stark angewittertes Sandsteingrabmal mit Dreiecksgiebelabschluss, darin Relief mit Kelch und Kranz, Umrahmung durch drapiertes Tuch, Ende 18. Jahrhundert
  - Grabmal Jacobus Nowak, Sandstein mit Metallrelief des Christus, gestorben 1920
  - Grabmal Jacobus Skala, gestorben 1925, mit Kruzifix
  - Grabmal Michał Hórnik, gestorben 1894, Aufbau in Form einer gotischen Fiale
  - Grabmal Michał Róla, gestorben 1881, mit Kreuzaufsatz
  - Grabmal Dr. Franz Prihonsky, gestorben 1859, im oberen Drittel des Grabsteins Nische mit Kelch und Hostie
  - Grabmal der Katharina Barbara Krahl, gestorben 1780, sarkophagartiger Unterbau, darauf aufragender Obelisk mit Kartusche und Engelsköpfchen, stark verwittert, Sandstein
  - drei weitere Grabmale an der westlichen Kirchenwand, zum Teil sehr angewittert, 19. Jahrhundert
  - Grabmal des Nikolaus Giesch (?) an der Nordwand, gestorben 1784, stark angewittert, stufenförmiger Sockel, darauf Sarkophag, Abschluss durch abgerundete Platte mit Schriftoval, auf quadratischer Platte vor dem Sarkophag ruht Christus als Hirte
  - vier klassizistische Grabmale im Chor, zum Teil Inschriften verwittert, 1. Drittel 19. Jahrhundert
  - vier angewitterte Sandsteintafeln der Familie Jeschki an äußerer Chornische, Anfang 20. Jahrhundert
  - Sandsteingrabmal mit betendem Mönch an weiterer Chornische, um 1800.
4. ↑  Beschreibung des Gartendenkmals Seminarstraße 25 (Silke Epple, 27. August 2008):
  - Bauliche Schutzgüter:
    - Gebäude: herrschaftliche Villa (Einzeldenkmal), Nebengebäude (Einzeldenkmal)
    - Einfriedung: schmiedeeiserner Ziergitter-Zaun, an der Südseite zum Teil Stadtmauer

  - Erschließung:
    - Zugang: ehemals zweiflügliges Ziergitter-Tor, durch neues Tor ersetzt
    - Wegesystem: Vorplatz zwischen Villa und Nebengebäude mit Granit-Großpflaster, Gartenwege zum größten Teil noch vorhanden bzw. ablesbar, aus wassergebundener Decke

  - Gartenausstattung: Bronze-Vase (Einzeldenkmal) im Vorgarten, Meisterarbeiter von vier Bautzener Kupferschmieden, ehemaliger Standort Nähe Lauenturm
  - Wasserelemente: Springbrunnen (Einzeldenkmal) aus Sandstein im rückwärtigen Garten
  - Vegetation:
    - Einzelbäume: Eibe (Taxus baccata) im Zentrum des Vorplatzes, große Rot-Buche (Fagus sylvatica) nordöstlich der Villa, im rückwärtigen Garten u. a. Magnolie (Magnolia spec.), Eibe (Taxus baccata), Obstgehölze im östlichen Bereich
    - Hecken und Sträucher: geschnittene Eiben-Hecke (Taxus baccata) an der westlichen Grundstücksgrenze (Vorgarten), im rückwärtigen Garten u. a. Rhododendren (Rhododendron spec.)
5. ↑  Domstiftliches Vorwerk: 
Das Gebäude Töpferstraße 40 in Bautzen ist ein Kulturdenkmal gemäß § 2 Sächsisches Denkmalschutzgesetz (SächsDSchG). Es handelt sich um ein zweigeschossiges Wohnhaus mit Fachwerkobergeschoss und Krüppelwalmdach, errichtet in der ersten Hälfte des 18. Jahrhunderts. Das öffentliche Interesse an der Erhaltung des Kulturdenkmals beruht auf seiner geschichtlichen und städtebaulich-stadtentwicklungsgeschichtlichen Bedeutung sowie auf seinem Seltenheitswert. Das steinerne Erdgeschoss, errichtet über einem eindrucksvollen Keller mit Kreuzgewölben, trägt ein Fachwerkobergeschoss mit einriegeligem, eckstrebigem Rasterfachwerk und original erhaltener Lehmstakenausfachung. Besonders eindrucksvoll ist das bauzeitliche, sehr steile Satteldach, ausgeführt als Sparrendach mit stehendem, verstrebtem Mittellängsverband und queraussteifenden Kehlbalken. Das Innere zeigt im Erd- und Obergeschoss die übliche dreiteilige Zonierung mit traufseitiger Erschließung, weicht jedoch durch den kompakten, zum Quadrat tendierenden Grundriss deutlich von der längsrechteckigen Kubatur ländlicher Fachwerkbauten ab. Dies weist bereits auf die herausgehobene Bedeutung des Hauses hin.
 Historisch und baulich gesehen ist das Fachwerkhaus Bestandteil des ehemaligen Domstiftlichen Vorwerks am Holzmarkt zwischen Steinstraße und Töpferstraße. Es handelte sich um einen Landwirtschaftsbetrieb im Bereich der östlichen Vorstadt, zugehörig zum Bautzener Domstift. Der Standort selbst gehört zu den ältesten Handelsplätzen in Bautzen und in der Oberlausitz. In diesem Zusammenhang ist auf seine mittelalterliche Geschichte zwar nicht näher einzugehen, aber angedeutet sei wenigstens, dass hier sowohl ein slawischer Wirtschaftshof als auch ein daran anknüpfendes königliches Tafelgut aus dem 11. Jahrhundert vermutet wird. Die Töpfer- und Steinstraße waren Teil der „Via Regia“, der wichtigsten, in Ost-West-Richtung verlaufenden Handelsstraße der Oberlausitz. Der Rat der Stadt Bautzen verlieh im Jahr 1318 dem 1221 gegründeten Kollegiatstift (später Domstift) das Vorwerk am Holzmarkt. Das Bautzener Domstift gehörte zu den bedeutendsten Grundherren der Oberlausitz und war Eigentümer zahlreicher Dörfer und Güter. Das Vorwerk blieb fast siebenhundert Jahre im kirchlichen Besitz, wobei die zugehörigen Gebäude mehrfach erneuert wurden, zuletzt im 18. und 19. Jahrhundert. Ein Teil der Anlage am Holzmarkt wich im frühen 20. Jahrhundert einer mehrgeschossigen Mietshausbebauung. Aus der letzten Erneuerungsphase stammen auch die heute noch bestehenden baulichen Anlagen des Vorwerks, zum einen das hier in Rede stehende Fachwerkhaus, zum andern einige landwirtschaftliche Nebengebäude aus dem 19. Jahrhundert, die teilweise als Kulturdenkmale gemäß § 2 SächsDSchG ausgewiesen sind (Scheune und Torhaus an der Töpferstraße, weitere – inzwischen abgerissene – Scheune und Schmiede am Holzmarkt). Das Fachwerkgebäude hatte innerhalb des Gutsbetriebes offensichtlich die Funktion eines Verwalterhauses. Dafür spricht auch das Fehlen eines eigenen Stallteils. Der historische Stadtplan von George Schreiber zeigt die Altstadt und die Vorstädte von Bautzen im Zustand vor dem großen Brand von 1709, der vor allem die östlichen Stadtteile betraf, darunter auch die Fläche des Vorwerks. Das Fachwerkhaus ist in diesem Plan noch nicht eingezeichnet, stammt also offensichtlich aus der Phase des Wiederaufbaus nach dem Stadtbrand (2. Viertel 18. Jahrhundert). Es ist damit das älteste noch erhaltene bauliche Zeugnis für die jahrhundertealte Wirtschaftsgeschichte des Bautzener Domstifts und damit ein bedeutendes Dokument Bautzener Stadtgeschichte.
 Auch in städtebaulich-stadtentwicklungsgeschichtlicher Hinsicht hat das Fachwerkhaus einen besonderen Stellenwert. Die Stadt Bautzen verfügte bis zum 19. Jahrhundert über zwei mittelalterliche Befestigungssysteme, einen inneren und einen äußeren Stadtmauerring. Während die innere Stadtmauer mit ihren eindrucksvollen Türmen und Bastionen die eigentliche Altstadt umgab und heute noch teilweise erhalten ist, umschloss der äußere, weitaus einfacher gebaute Mauerring einen Teil der Vorstädte mit zahlreichen Gärten und landwirtschaftlichen Gütern. Das Vorwerk befand sich unmittelbar am Holzmarkt vor dem äußeren Reichentor, also am östlichen Ende der befestigten Vorstadt. Typisch blieb für diesen Teil der Stadt eine landwirtschaftliche Prägung mit eher aufgelockerter, meist nur zweigeschossiger Bebauung und dominierender Fachwerkbauweise. Erst im 19. und frühen 20. Jahrhundert verschwanden die meisten Landwirtschaftsbetriebe, und es kam zu einer massiven baulichen Verdichtung und Versteinerung der Vorstädte mit mehrgeschossiger Mietshausbebauung. Abgesehen vom (ebenfalls abrissbedrohten) Stadtgut Goschwitzstraße 9 ist das Vorwerk das letzte erhaltene landwirtschaftliche Gut im engeren Stadtgebiet. Seine Gebäude dokumentieren damit bis heute anschaulich eine frühere Stufe der städtebaulichen Entwicklung Bautzens vor dem Einsetzen der gründerzeitlichen Stadterneuerung. Diese Bedeutungskategorie wäre bei Erhaltung lediglich der beiden denkmalgeschützten Nebengebäude an der Töpferstraße (wie vom Antragsteller vorgesehen) nur noch ansatzweise gegeben. Zum gehören sie als Steinbauten bereits der ab 1800 dominierenden Massivbauweise an, zum andern wären sie dann nur noch der Rest einer ehemals großen Anlage, die auf der Seite zum Holzmarkt bereits ihre gesamte historische Bebauung eingebüßt hat. Entscheidend ist, dass das Fachwerkhaus das eigentliche Kernstück des Vorwerks und seiner älteren Geschichte darstellt. Darüber hinaus zählt es zu den letzten erhaltenen Fachwerkbauten der Bautzener Innenstadt. Zu nennen sind hier sonst nur noch die Gebäude Mönchskirche 18, Unterm Schloss 8 sowie Vor der Fischerpforte 2 und 6 (zu vernachlässigen sind die Gebäude Seidauer Straße 37 a und Branntweingässchen 1). Im Bereich der historischen Vorstädte ist das Haus Töpferstraße 40 sogar das letzte Beispiel der älteren Holzbauweise. Dies verleiht ihm einen besonderen Seltenheitswert.
6. ↑  Alte Wasserkunst: 
 Anstelle eines hölzernen Vorgängerbaus (1495/96) in heutiger Ausbildung 1558 durch Wenzel Röhrscheidt den Älteren erbaut zur Trinkwasserversorgung der Stadt. War mit nach oben sich verjüngendem Rundturm gleichzeitig wichtiger Teil der Stadtbefestigung, gemeinsam mit Michaeliskirche städtisches Wahrzeichen. 1957 Einbau zweites Schöpfwerk zur Deckung gestiegenen Wasserbedarfs. Ab 1789 Ersetzen der mittlerweile morbiden hölzernen Röhren durch solche aus Eisen (Lauchhammer). 1965 Stilllegung und Nutzung der Obergeschosse als technisches Museum (Schauanlage). Anstelle ursprünglichen Wasserrads heute Wasserturbine zur Gewinnung von kleineren Strommengen mittels Wasserkraft der Spree. 1982/84 und 2006/07 umfassende Restaurierung der Alten Wasserkunst einschließlich der vorhandenen Technik. Aufbau in vier Teilen: viereckiges Untergeschoss mit Pumpwerk, ein auf Bruchsteinkonsolen vorkragender gedeckter Wehrgang als unterer Teil des steinernen siebengeschossigen, 47 m hohen Rundturms mit Brüstung und helmbekröntem Aufbau (zum Aufstellen von Geschützen) und stadtseitig angebautes Langhaus (ursprünglich Wohnung des Wassermeisters). Architektonisch und hinsichtlich seiner Wirkungsweise meisterliches Bauwerk des bekannten Stadtbaumeisters Wenzel Röhrscheidt schloss 1558 eine Lücke des Verteidigungsgürtels der Stadt optisch und funktionell wirkungsvoll ab.
7. ↑  Michaeliskirche (Dehio – Handbuch der deutschen Kunstdenkmäler / Sachsen Band 1):
 Kleine spätgotische Hallenkirche über dem Hochufer der Spree, zusammen mit der benachbarten Alten Wasserkunst eines der reizvollsten Architekturensembles von Bautzen. Bald nach 1429 als Einstützenhalle begonnen, 1498 nach Planänderungen als dreischiffige Hallenkirche von zwei Jochen mit Langchor und Turm fertiggestellt. Zunächst nur Filialkirche des Petristifts, seit 1619 Pfarrkirche. 1892 Restaurierung durch Theodor Quentin, Einbau von Emporen mit Zugängen durch angefügte Treppenhäuser an der Nord- und Südseite. 1964–1976 umfangreiche Restaurierung (u. a. Beseitigung der Veränderungen des 19. Jahrhunderts). Das Schiff ein schlichter Bruchsteinbau mit Strebepfeilern und Satteldach über   fast  quadratischem  Grundriss,  der  Langchor  mit 3/8-Schluss. Der Strebepfeiler vor der Mitte der Westwand zeigt, dass ursprünglich ein Einstützenraum wie die Kreuzkirche in Zittau Kreis Löbau-Zittau geplant war. Der quadratische Turm an der Südseite nur mit wenigen Fensteröffnungen, das oberste Geschoss, ehemaliger Wehrgang, mit rot-weiß gefassten Rundbogenblenden, vermutlich 17. Jahrhundert. Der Helm aus einem flachen, vierseitigen Zeltdach und hoher Spitze zusammengesetzt.
Heller, lichtdurchfluteter Innenraum, in seiner farbigen Fassung das spätgotische Raumbild 1964–1975 wiederhergestellt. Die dreischiffige, zweijochige Halle über zwei achteckigen, gekehlten Pfeilern gewölbt. Das Netzgewölbe mit doppelt gekehlten Rippen, die freigelegte ursprünglicher Ausmalung mit überwiegend floralen Motiven. Im Westen moderne Holzempore. Der Chorraum mit Netz-Sterngewölbe, bezeichnet 1498 und 1793 Renovierung. An der Südseite einfaches Spitzbogenportal zur Sakristei im Turmuntergeschoss, darüber die Sängerempore mit Sterngewölbe, eingefügt eine moderne Wendeltreppe. Durchgehend Maßwerkfenster.
Ausstattung: Dreigeschossiger, farbig gefasster Barockaltar, Holz, 1693 von Joachim Stöckel und Sigismund Kauderbach. Reich dekorierter Aufbau. Predella mit einer Darstellung des Abendmahls, daneben Engelsköpfe und Konsolen mit zwei Evangelisten, links Markus, rechts Matthäus. Die Haupttafel mit figurenreicher Kreuzigung flankiert von korinthischen Säulen, reichgeschnitzte Wangen mit kleinen Bildtafeln, links Grablegung, rechts Christus in Gethsemane, darüber neben dem gesprengten Giebel auf Konsolen die Evangelisten, Lukas (links) und Johannes (rechts). Im dritten Geschoss zwischen korinthischen Säulen und Rankenwerk ein Gemälde der Auferstehung, als Bekrönung Gottvater und der Heilige Geist umgeben von Rankenwerk. Farbig gefasste Holzkanzel, Mitte 17. Jahrhundert, 1976 aus der Petrikirche in Rochlitz, Kreis Mittweida übertragen. Als Kanzelträger eine etwa lebensgroße Mosesfigur, am Kanzelkorb Christus als Salvator mundi und die Evangelisten in Muschelnischen, verschiedene Cherubine. Der Schalldeckel mit Cherubinen und abschließender Engelsfigur. Vorzüglich gearbeitete Sandsteintaufe, 1597, von Michael Schwenke, ursprünglich farbig gefasst, in den Nischen am Fuß Putten mit Früchten, darüber geflügelte Engelköpfe zwischen Ranken, die abschließenden breiten Kartuschen am Becken von Engeln gehalten. Ein zweiter Taufstein in der Sakristei, kelchförmig, schwarzer Marmor, bezeichnet mit 1884, mit sorbischen Inschriften. Auf der Westempore Eule-Orgel, 1976, schlichter Prospekt. An der Südseite Grabplatte für Agatha Dorothea von Heldrich († 1645), ganzfiguriges Relief des verstorbenen Kindes in langem Gewand, in den Händen eine Blume.